# 江淮汽车
安徽江淮汽车集团股份有限公司（英語：Anhui Jianghuai Automobile Group Corp., Ltd.），简称江汽集团、江淮汽车、江淮、江汽、JAC，是一家总部位于中华人民共和国安徽省合肥市的汽车生产企业，成立于1964年，其前身为合肥江淮汽车制造厂。该公司以生产轻、中、重型载货汽车、多功能商用车、MPV、SUV、轿车、专用底盘以及汽车变速箱、发动机等零部件产品为主营业务。

## 历史沿革
- 1964年，合肥江淮汽车制造厂成立，1968年生产其第一辆载货汽车，为安徽生产的第一辆汽车。[3]
- 1990年，生产中国第一台真正意义上的客车底盘，1995年客车底盘销量居全国第一。
- 2001年，江淮汽车改为股份制，在上海证券交易所上市，股票代号600418。
- 2002年，江淮汽车引进韩国现代汽车技术，其第一辆乘用车——江淮瑞风MPV正式下线。（至2007年停止合作，在此之前还将开设合资公司，后来被废止[4]）[5]
- 2003年10月28日，江淮汽车首辆重卡下线，标志着江淮已形成全系列商用车产品线。
- 2004年2月8日，江淮首台发动机4GA下线。
- 2005年及2006年，江淮在意大利、日本开设设计中心。
- 2006年5月27日，《JAC宪章》正式发布。
- 2008年1月17日，江淮首款轿车——宾悦正式下线，由此江淮正式跨入轿车生产领域。
- 2010年10月，江淮轻卡销量突破100万台；12月17日，江淮第200万辆整车下线。
- 2013年11月27日，江淮第100万台发动机下线。
- 2020年12月，大众中国投资完成对江汽控股和江淮大众的增资，江淮大众汽车有限公司正式更名“大众汽车(安徽)有限公司”[6][7]。
- 2023年12月1日，江淮汽车宣布与华为达成合作协议，在产品开发、生产制造、销售、服务等多个领域全面合作，推出豪华智能网联电动汽车。首款豪华轿车尊界S800于2025年5月30日发布[8]

## 产品

### 乘用车
以江淮品牌销售
- 江淮A5Plus
- 江淮QX PHEV
- 江淮X8 Plus
- 江淮iEVA50
- 江淮iEV7

以思皓品牌销售
- 思皓E10X
- 思皓A5
- 思皓X4
- 思皓X6
- 思皓X7

以瑞风品牌销售
- 瑞风M3
- 瑞风M4
- 瑞风M5
- 瑞风M6
- 瑞风RF8

以尊界品牌销售
- 尊界S800

### 轻卡
- 帅铃
- 康铃
- 骏铃
- 威铃
- 好微
- 好运
- 大好运

### 重卡
- 格尔发

### 皮卡
- 瑞驰
- 瑞铃
- V7
- 悍途

### 多功能商用车
- 星锐
- 蓝猫

### 停产车型
- 和悦A30（J4）
- 悦悦（J2）
- 悦悦Cross
- 和悦A13（J3Turin，原同悦）
- 和悦A13CROSS（J3）
- 和悦（J5）
- 宾悦（J7）
- 和悦RS（J6）
- iEV4
- 瑞风A60
- 瑞风S7
- 瑞风S5
- 瑞风S4
- 瑞风S3
- 瑞风S2
- 瑞风S2mini
- 瑞风M2
- 瑞风R3
- 瑞鹰

### 图集

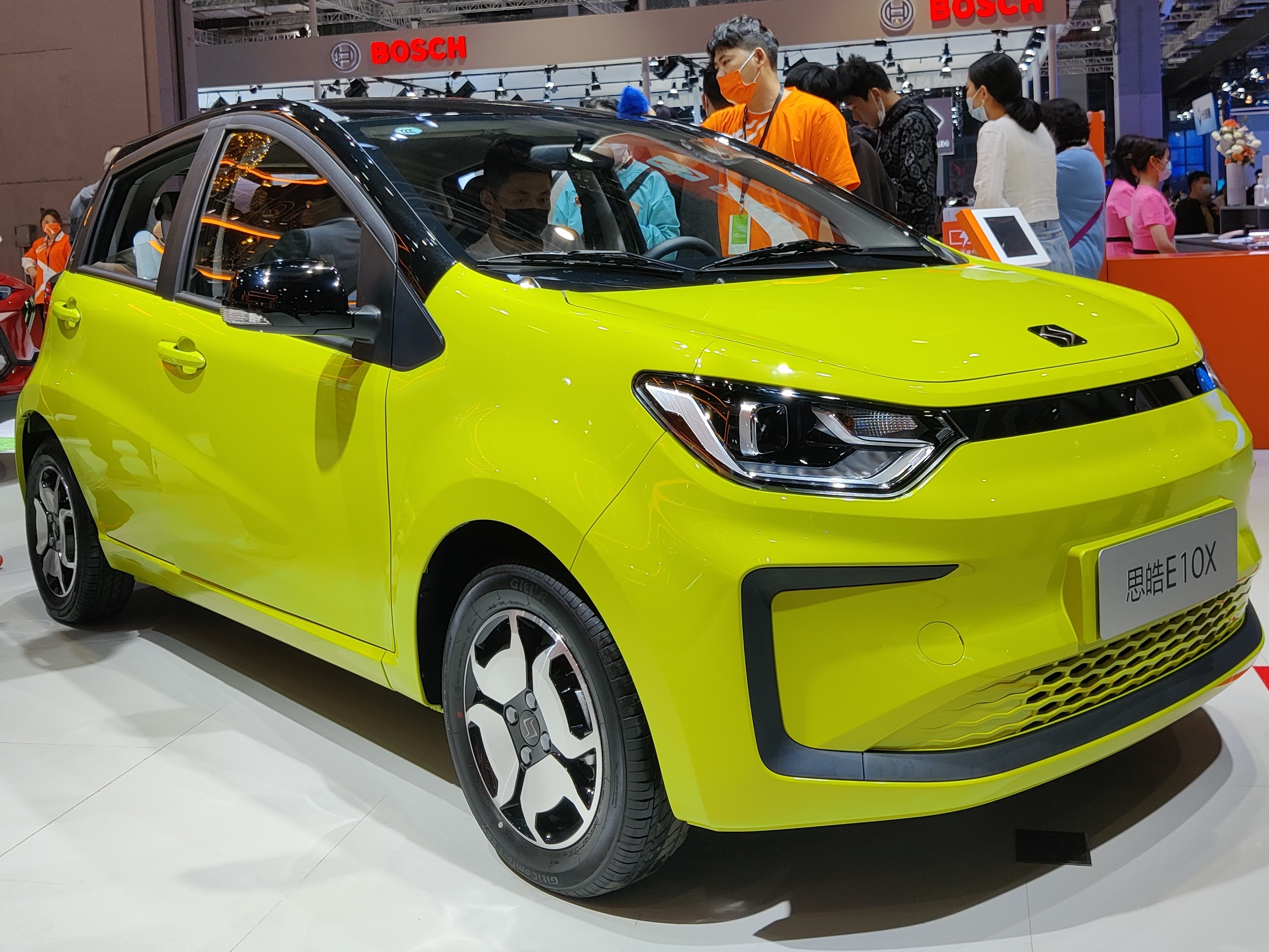
思皓E10X
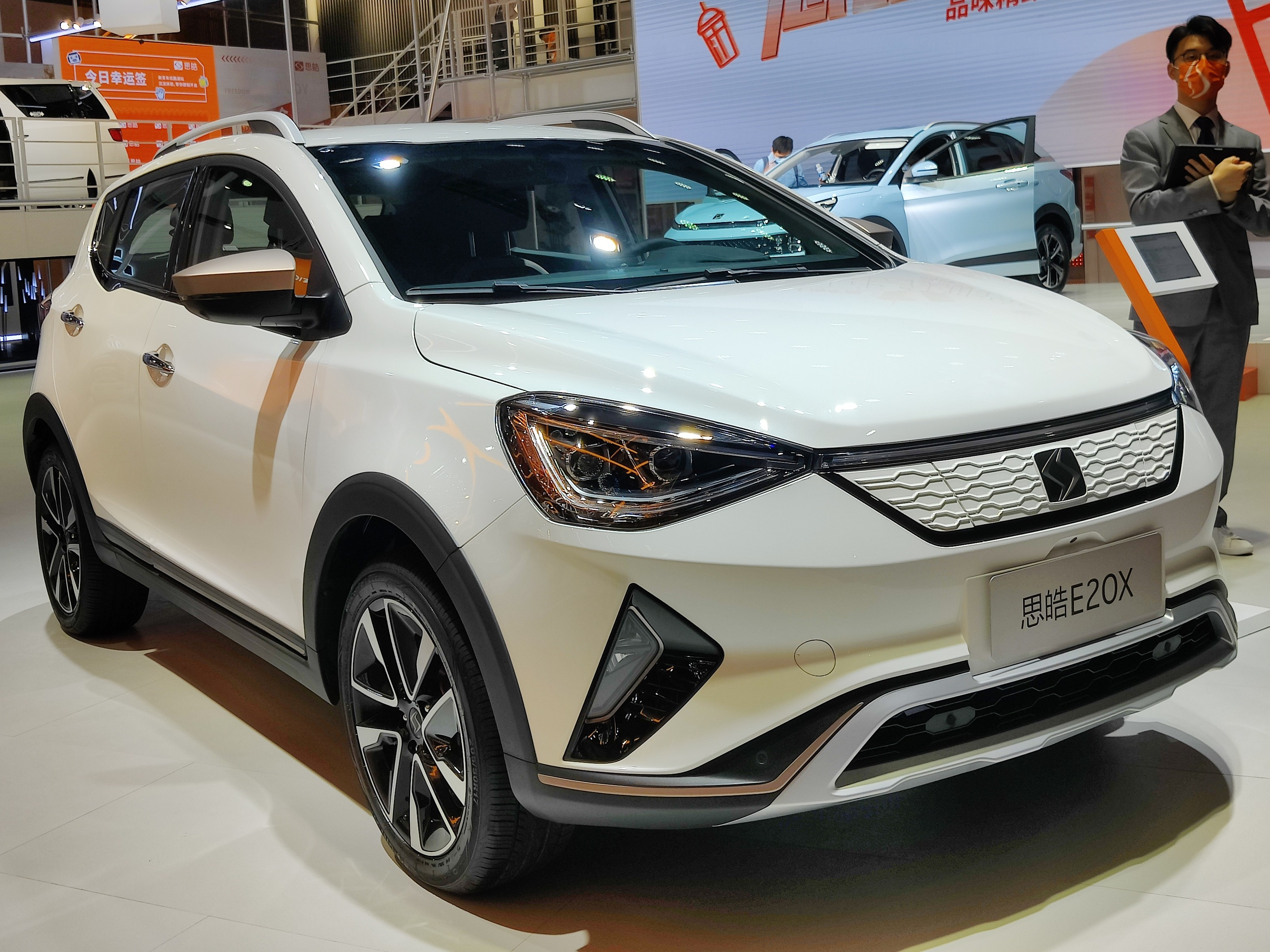
思皓E20X
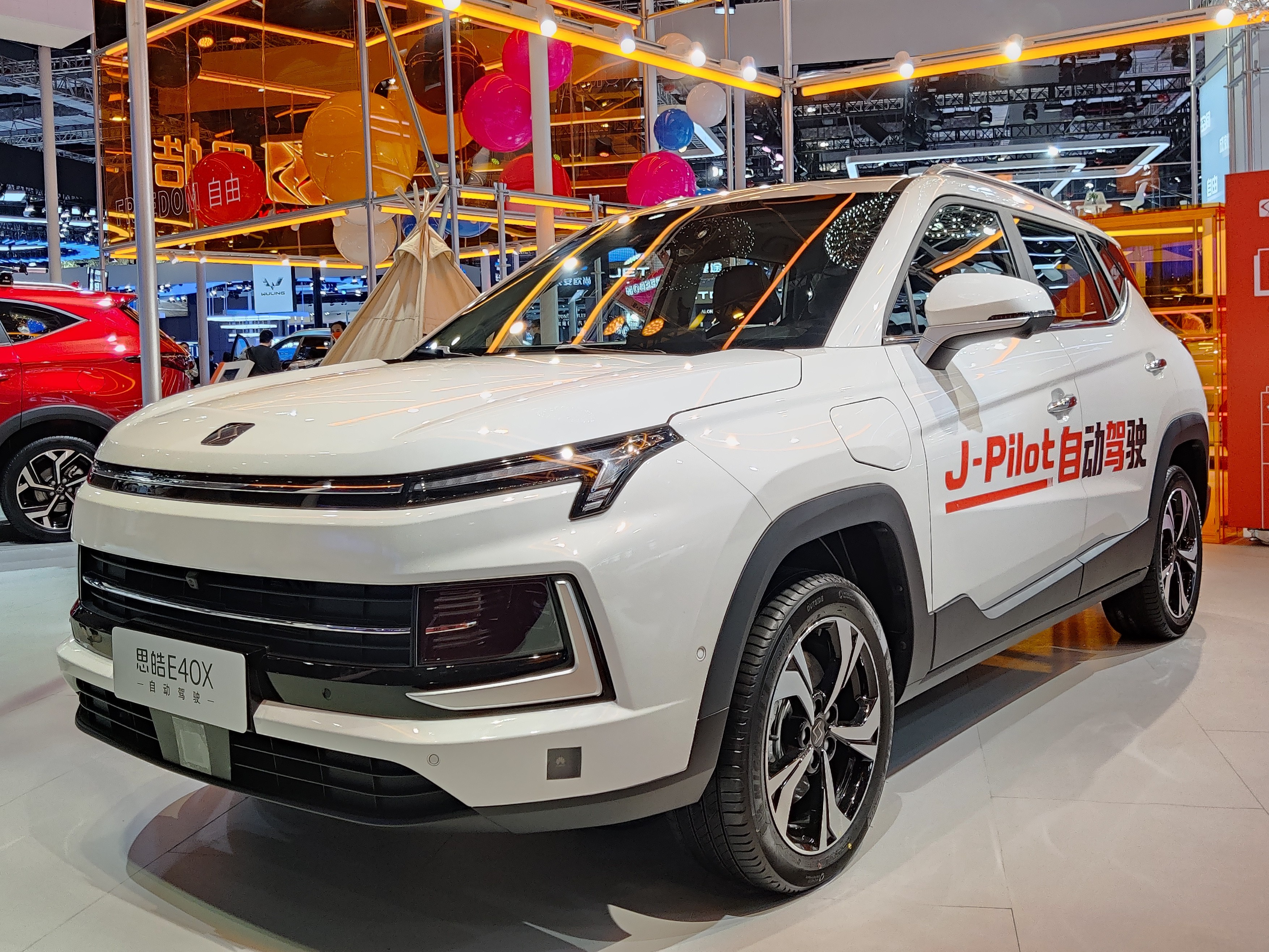
思皓X4
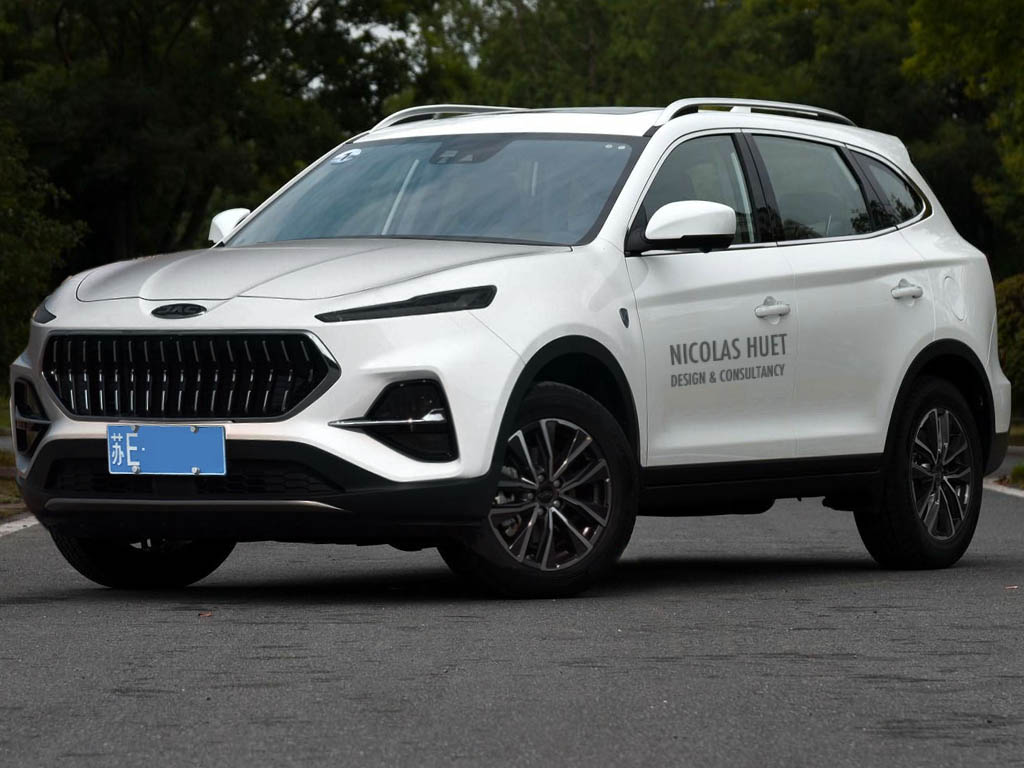
思皓X7
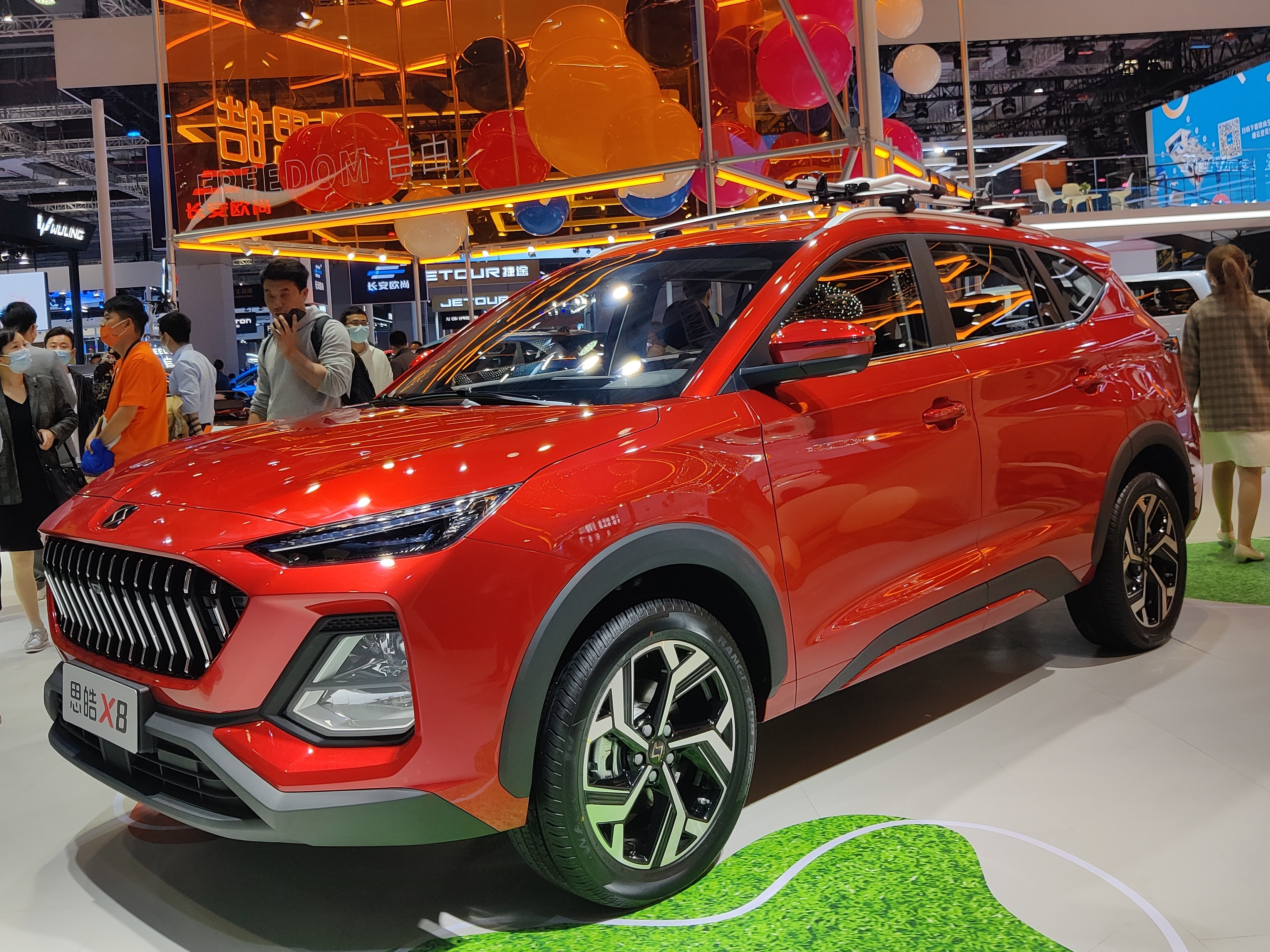
思皓X8
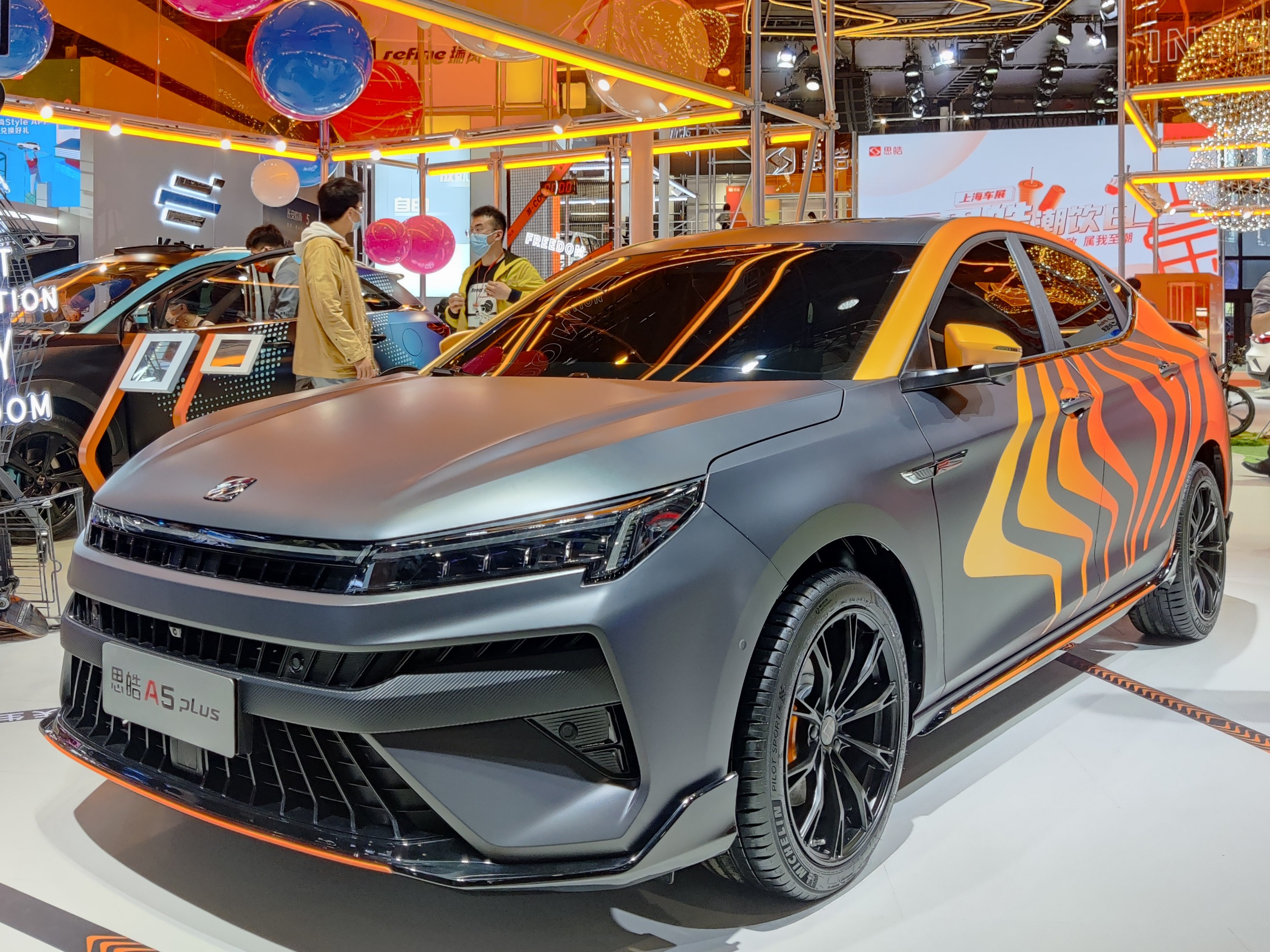
思皓A5 Plus
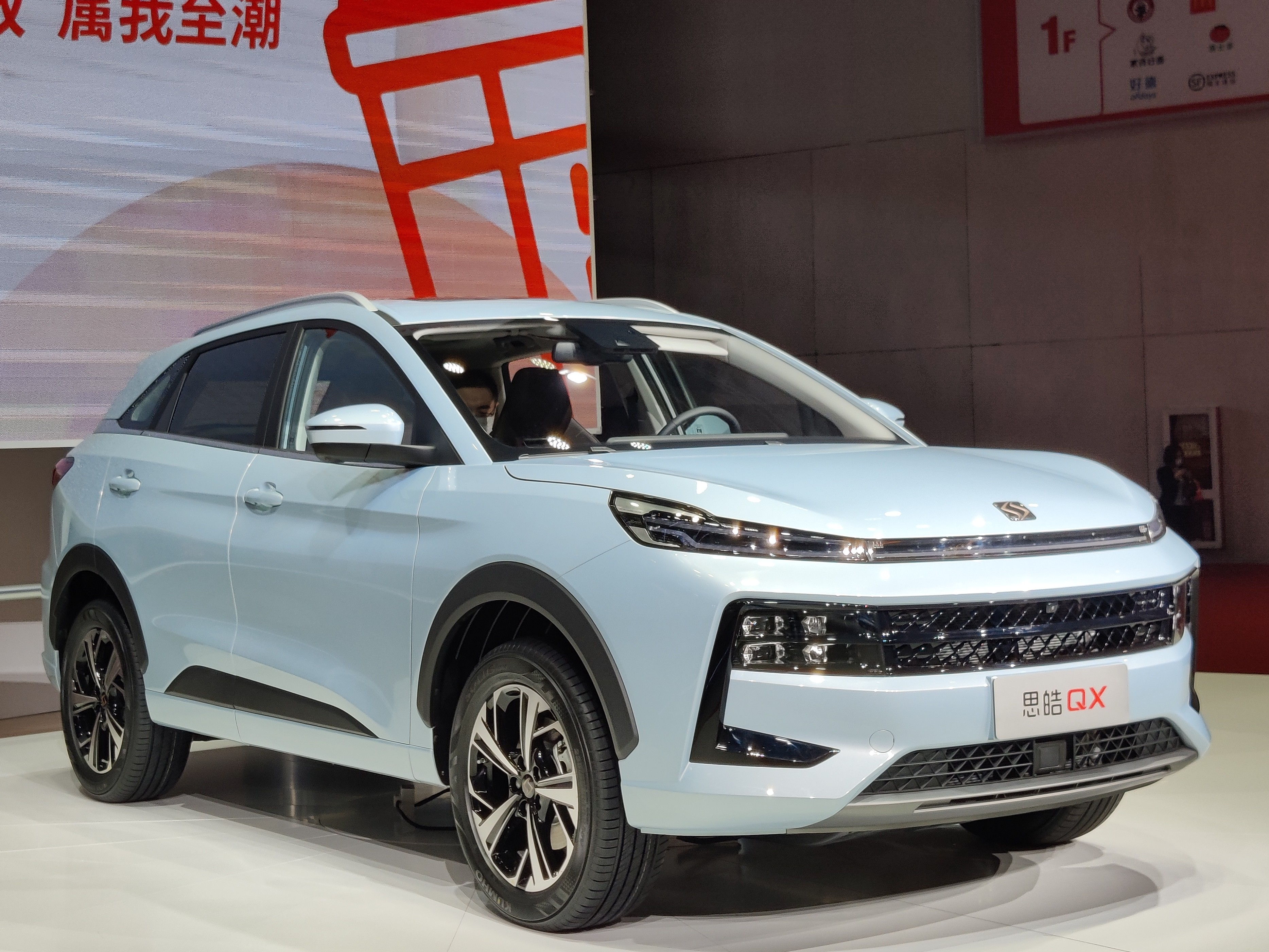
思皓QX
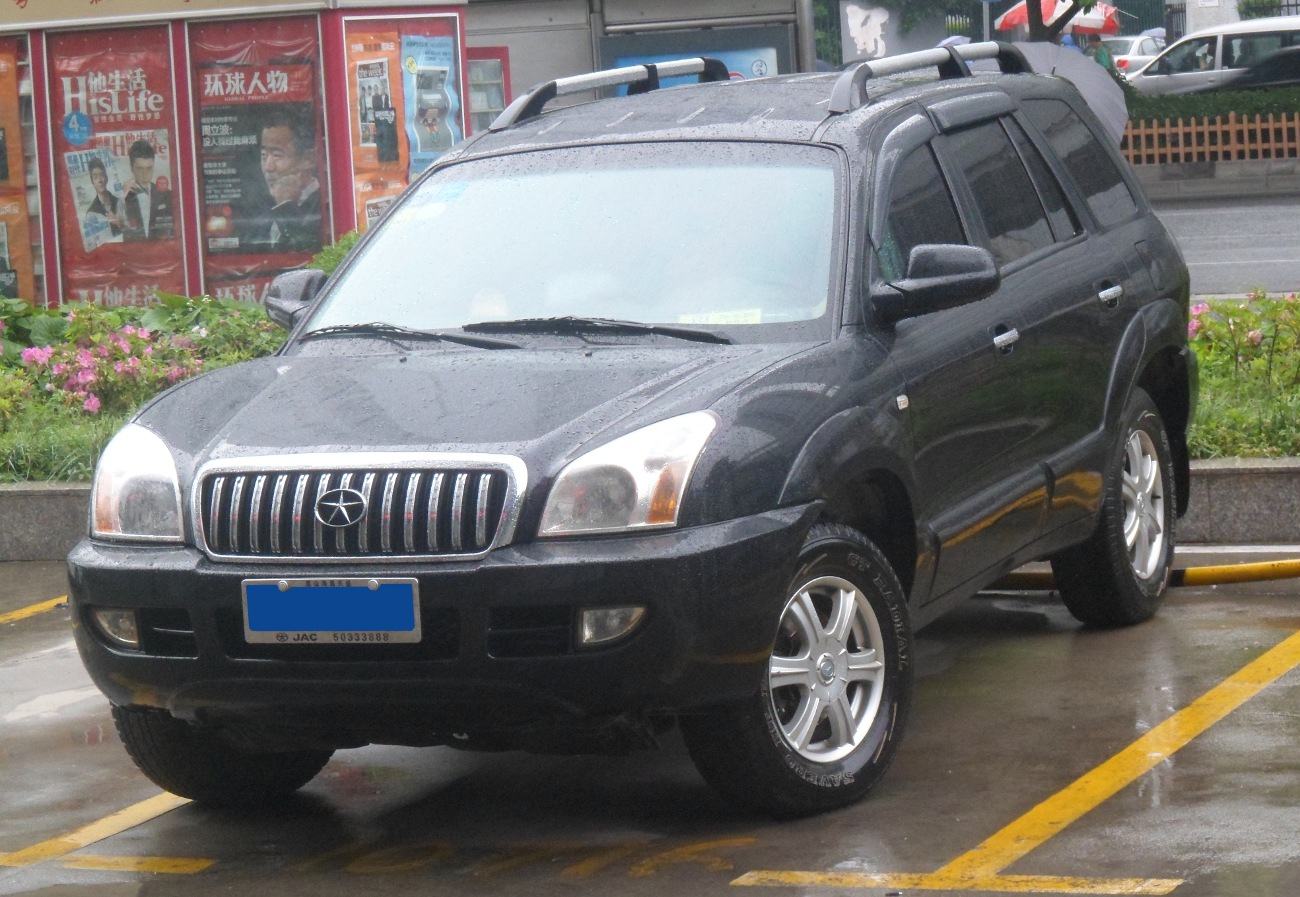
瑞鹰
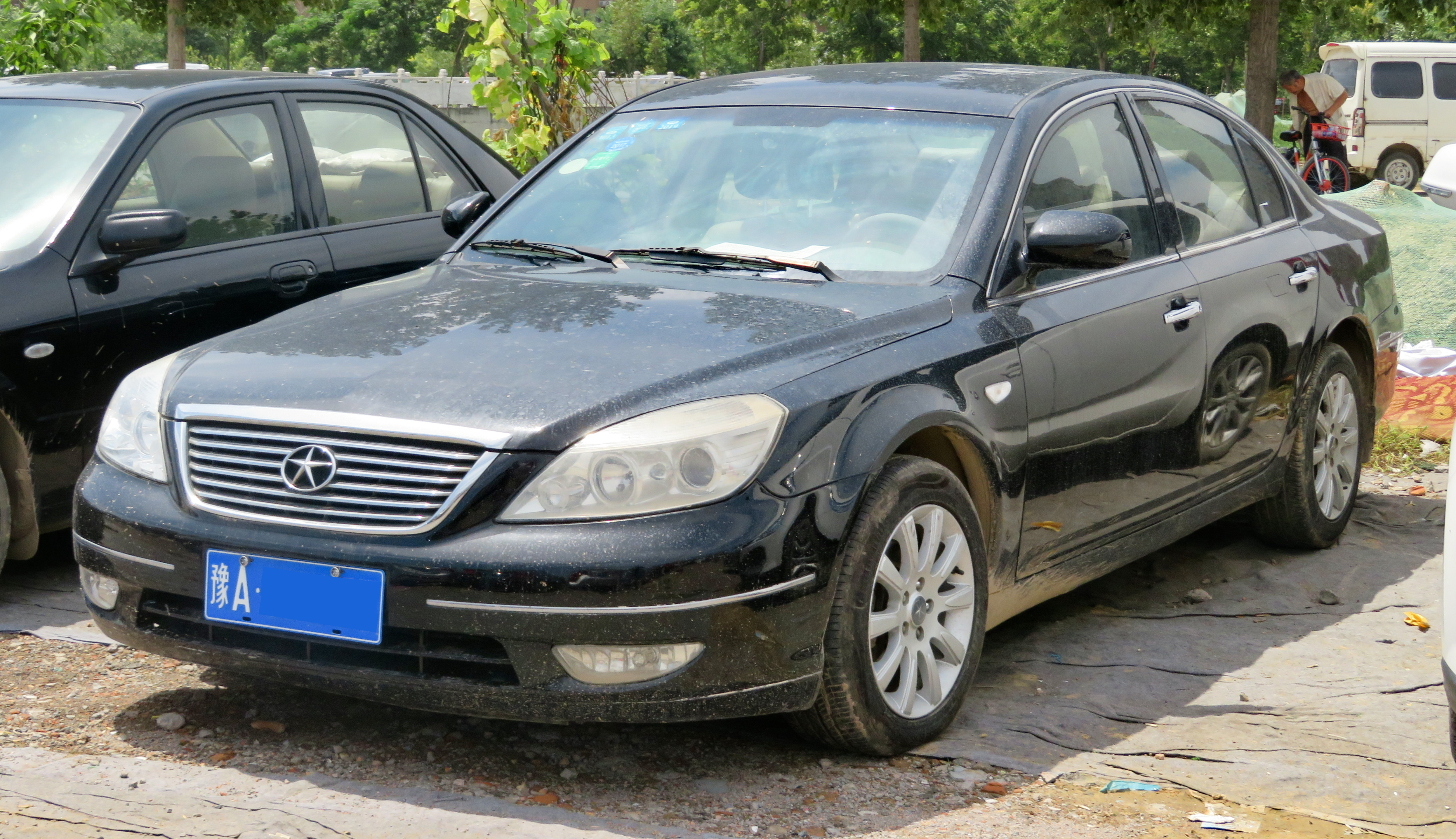
宾悦（J7）
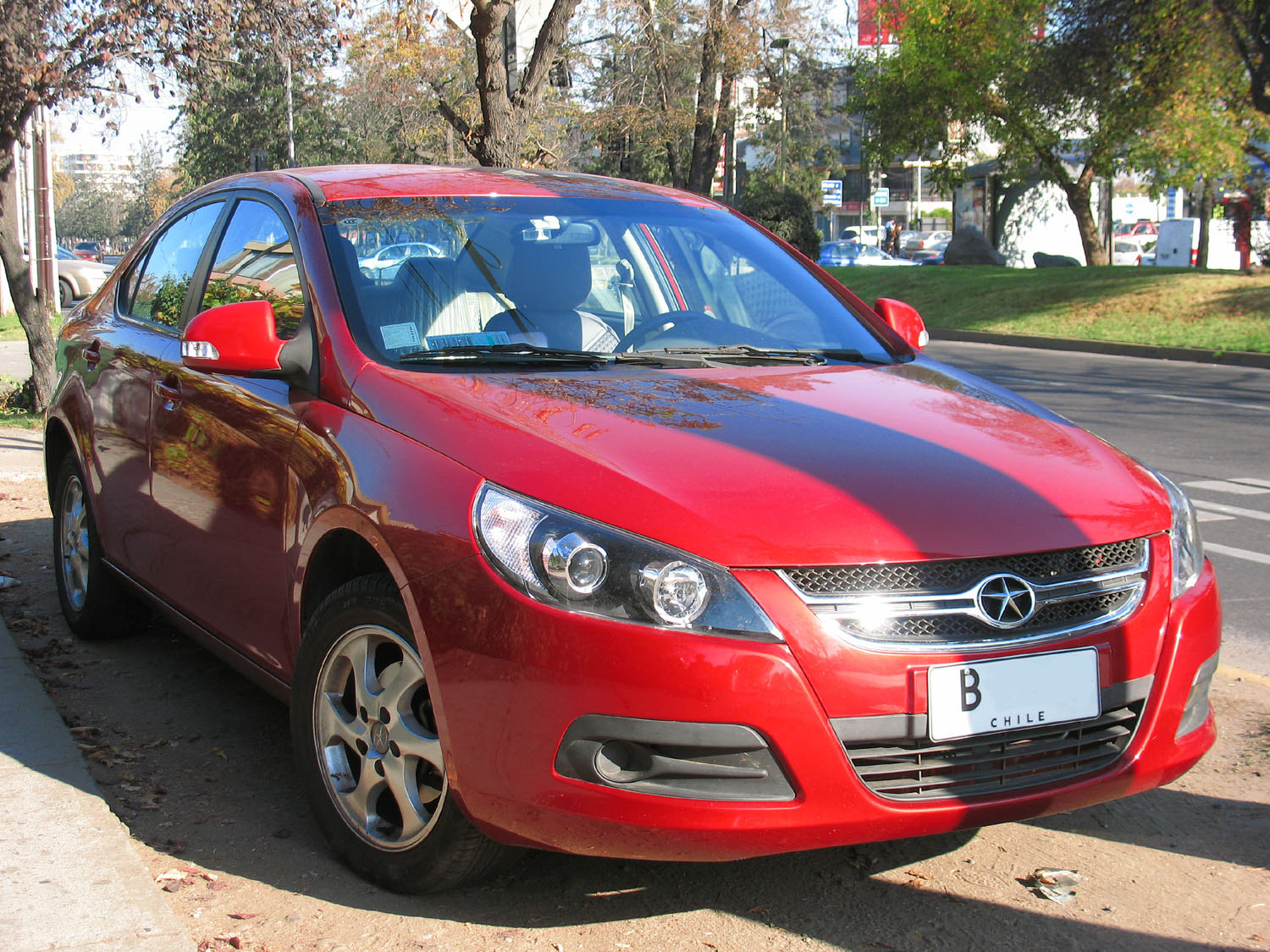
和悦（J5）
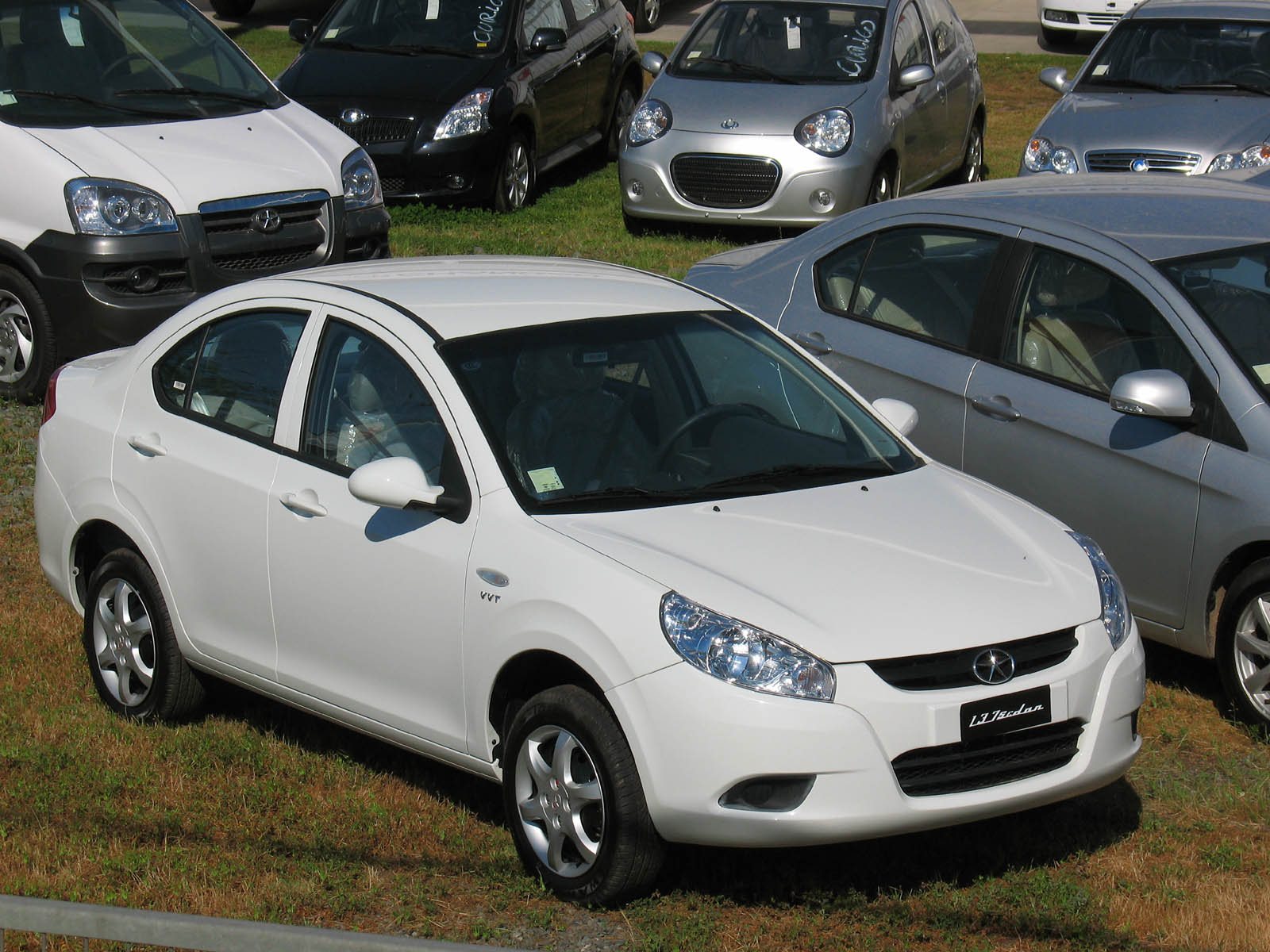
和悦A13
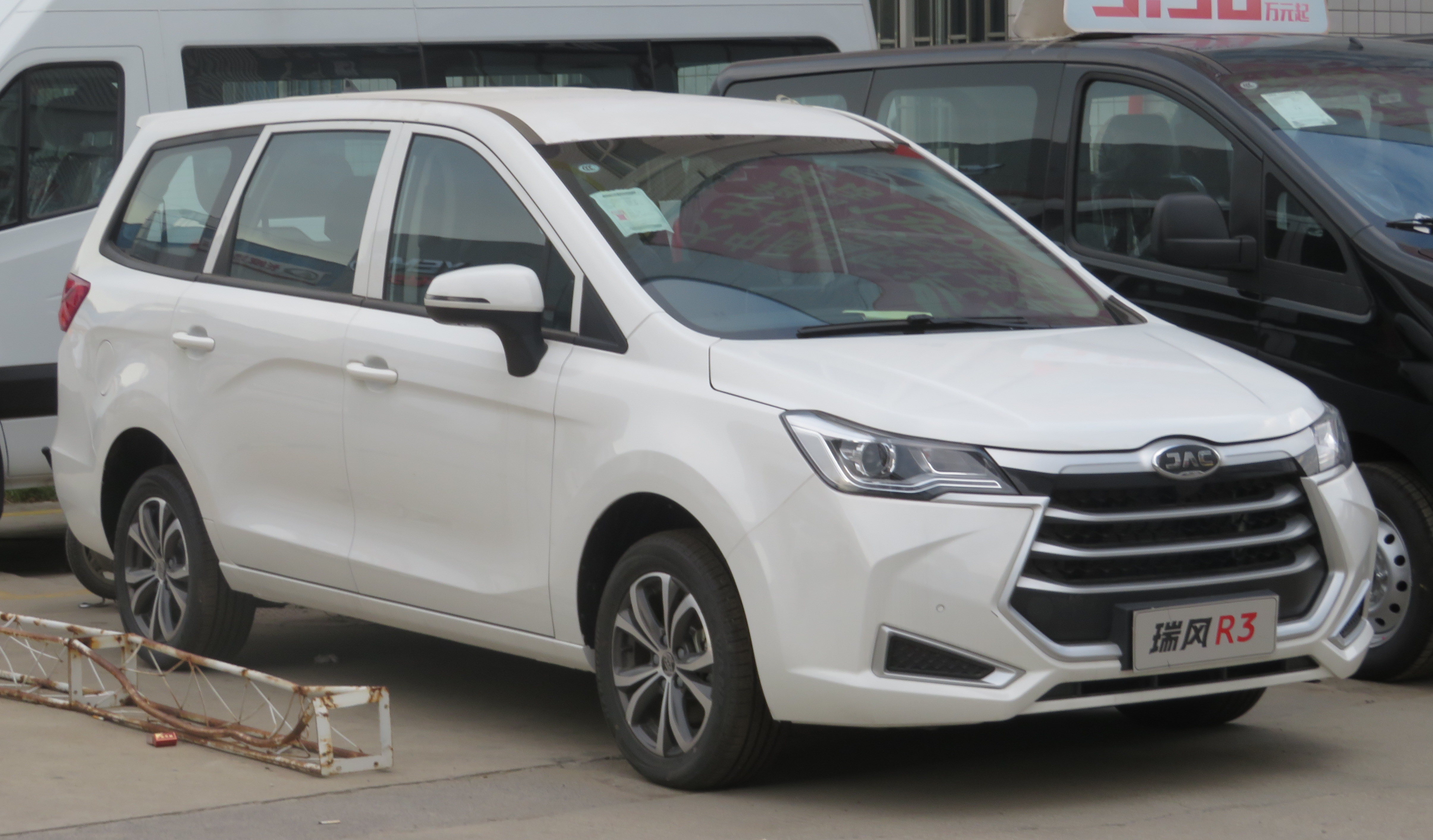
瑞风R3
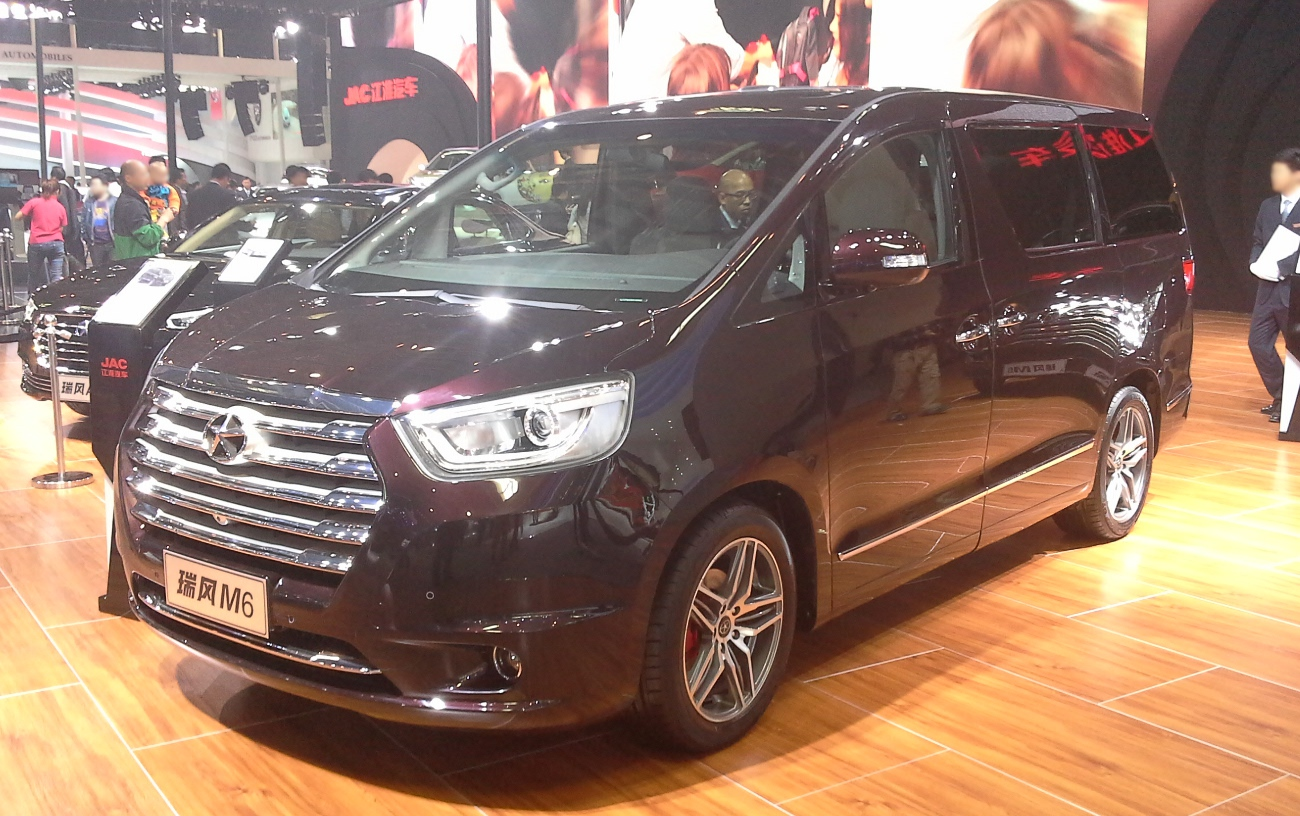
瑞风M6
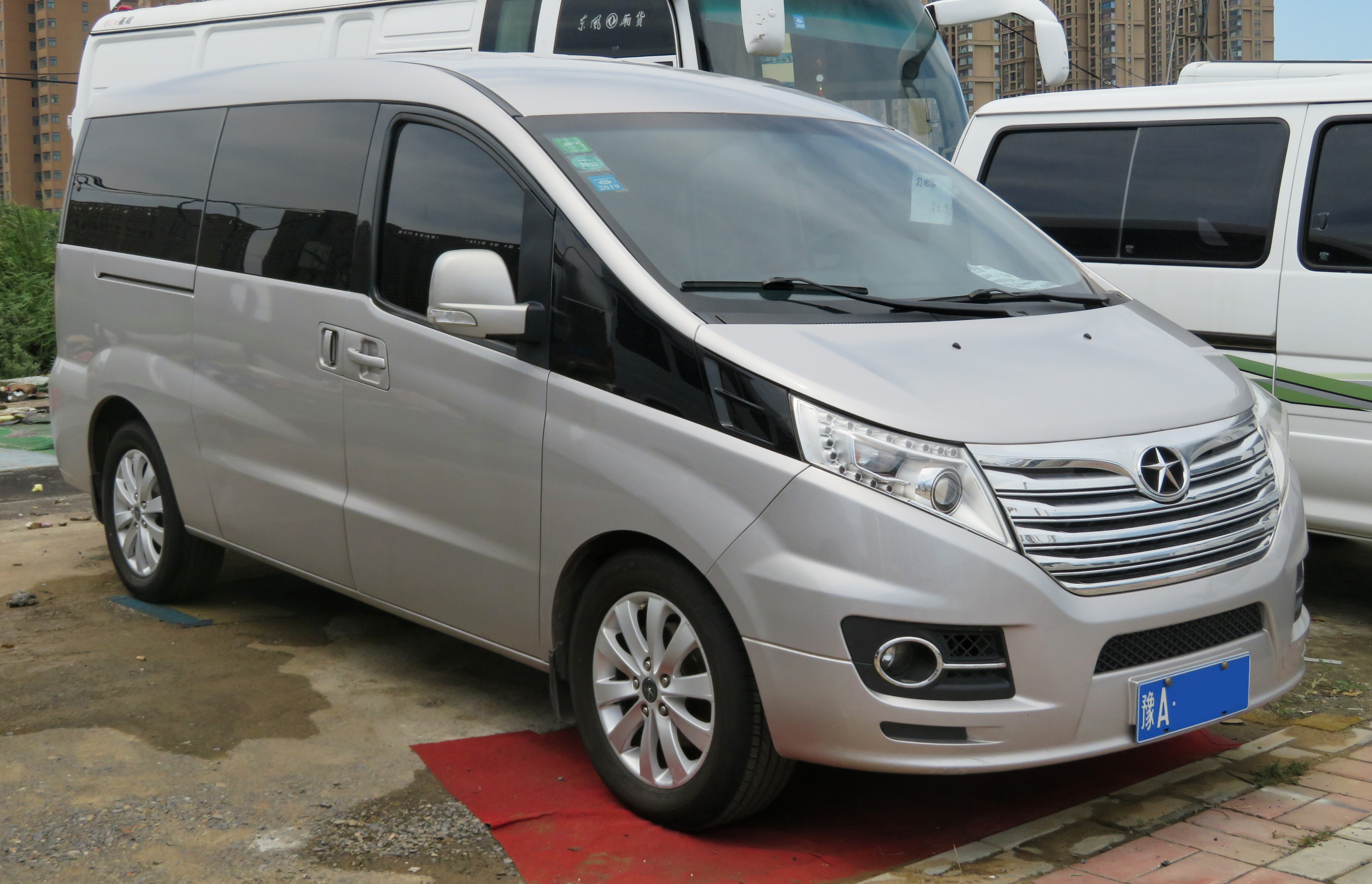
瑞风M5
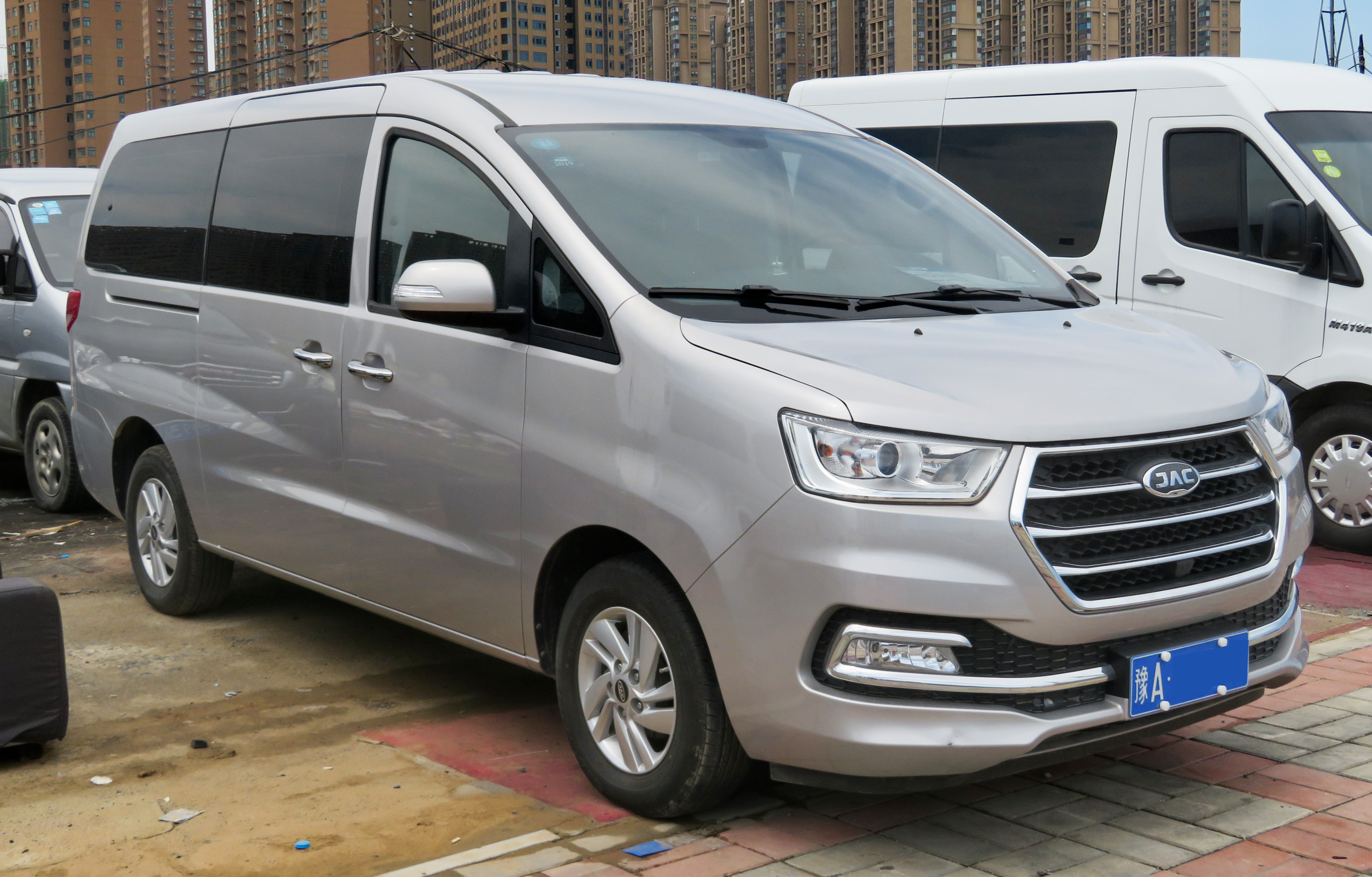
瑞风M4
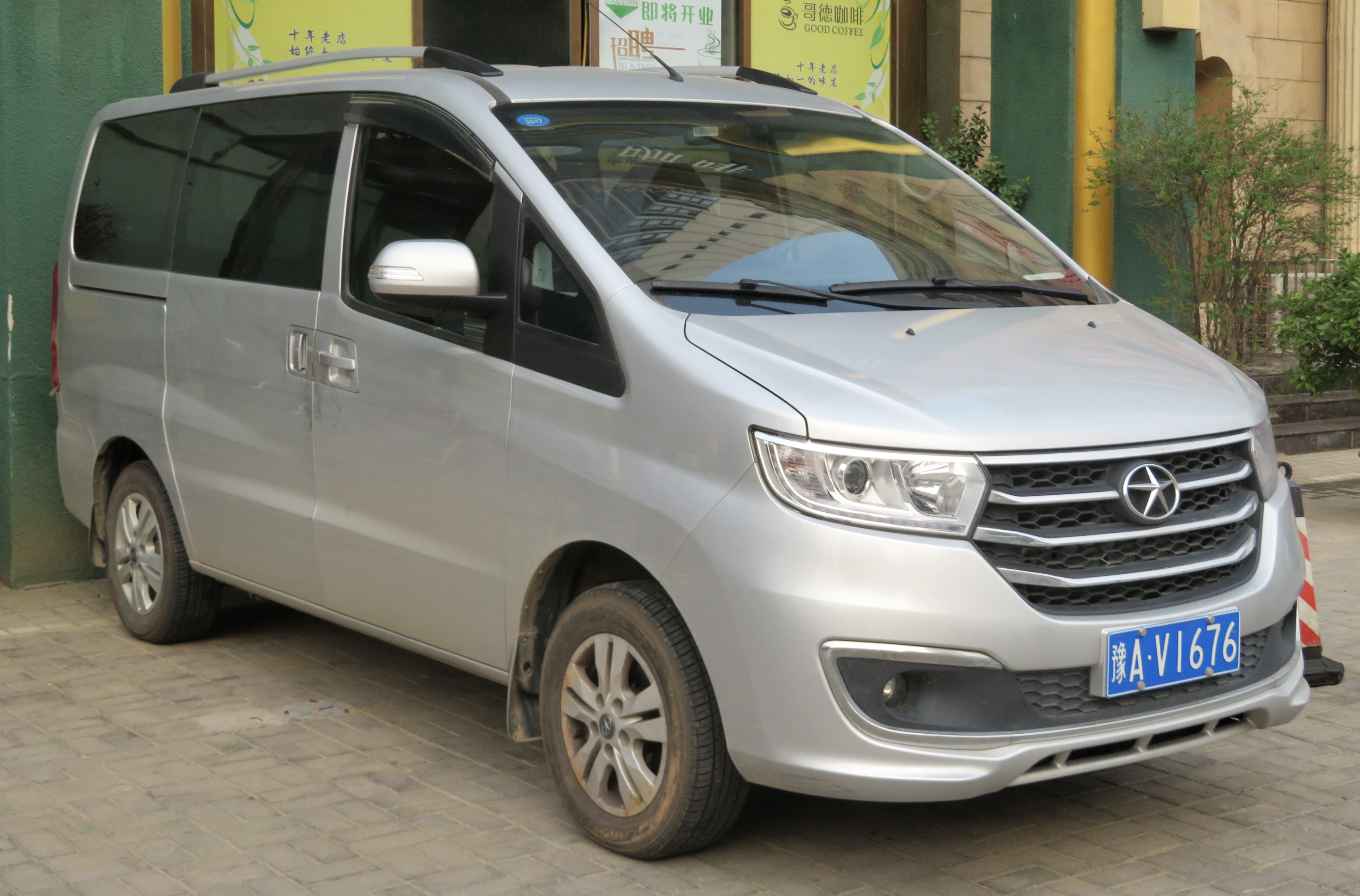
瑞风M3
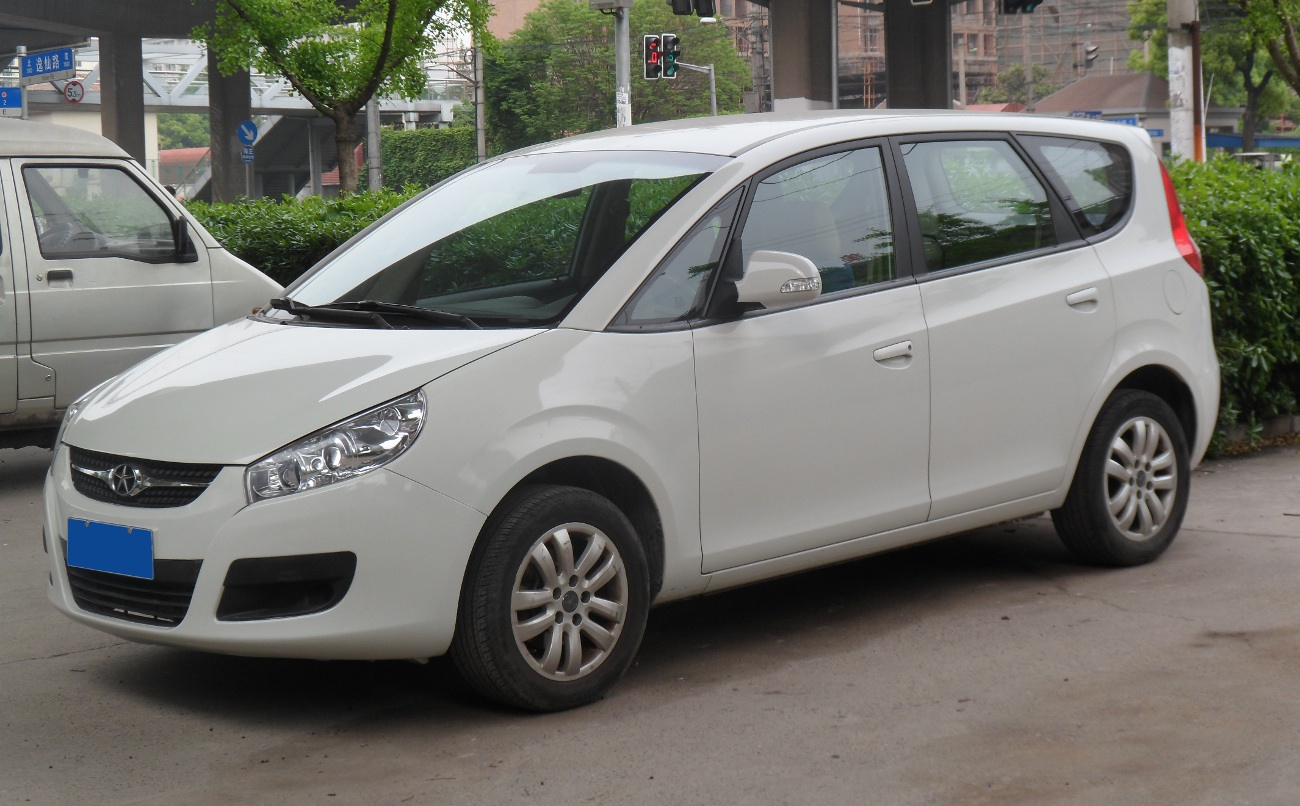
和悦RS
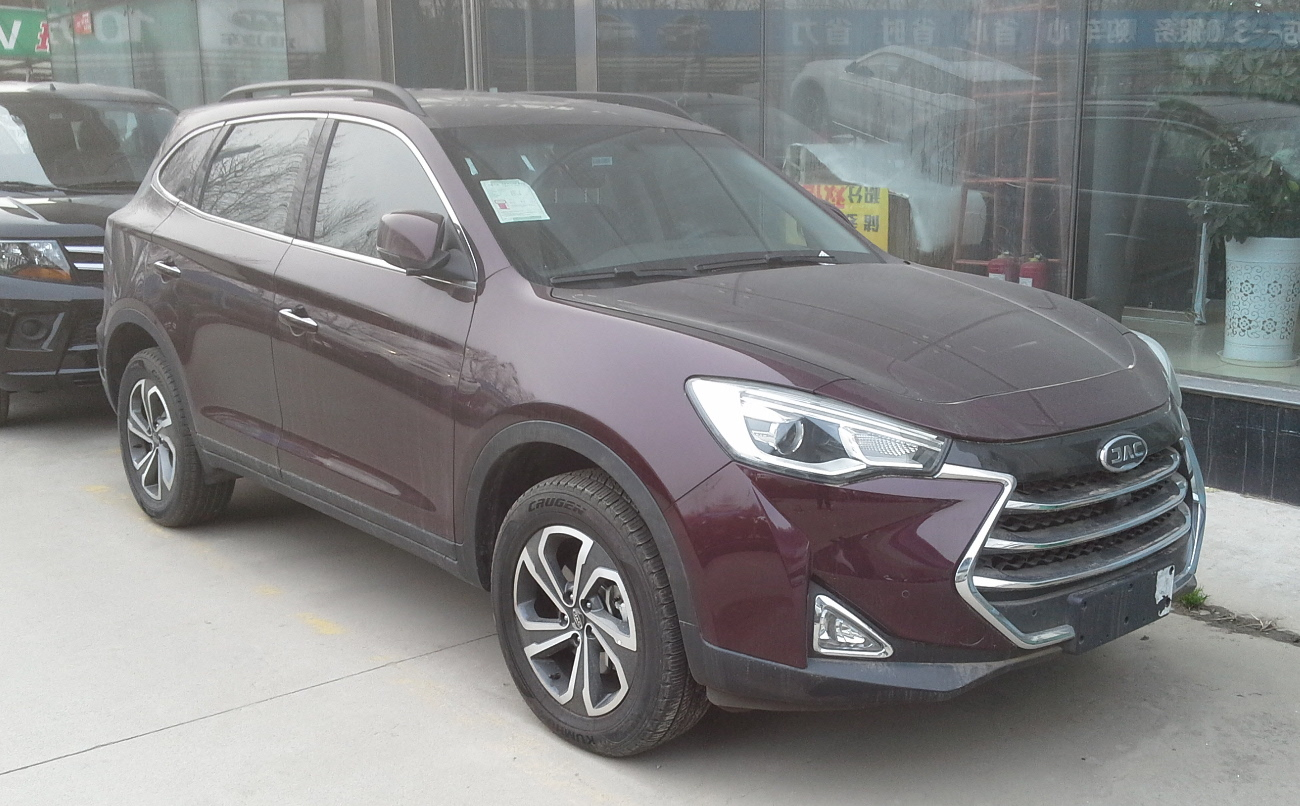
瑞风S7
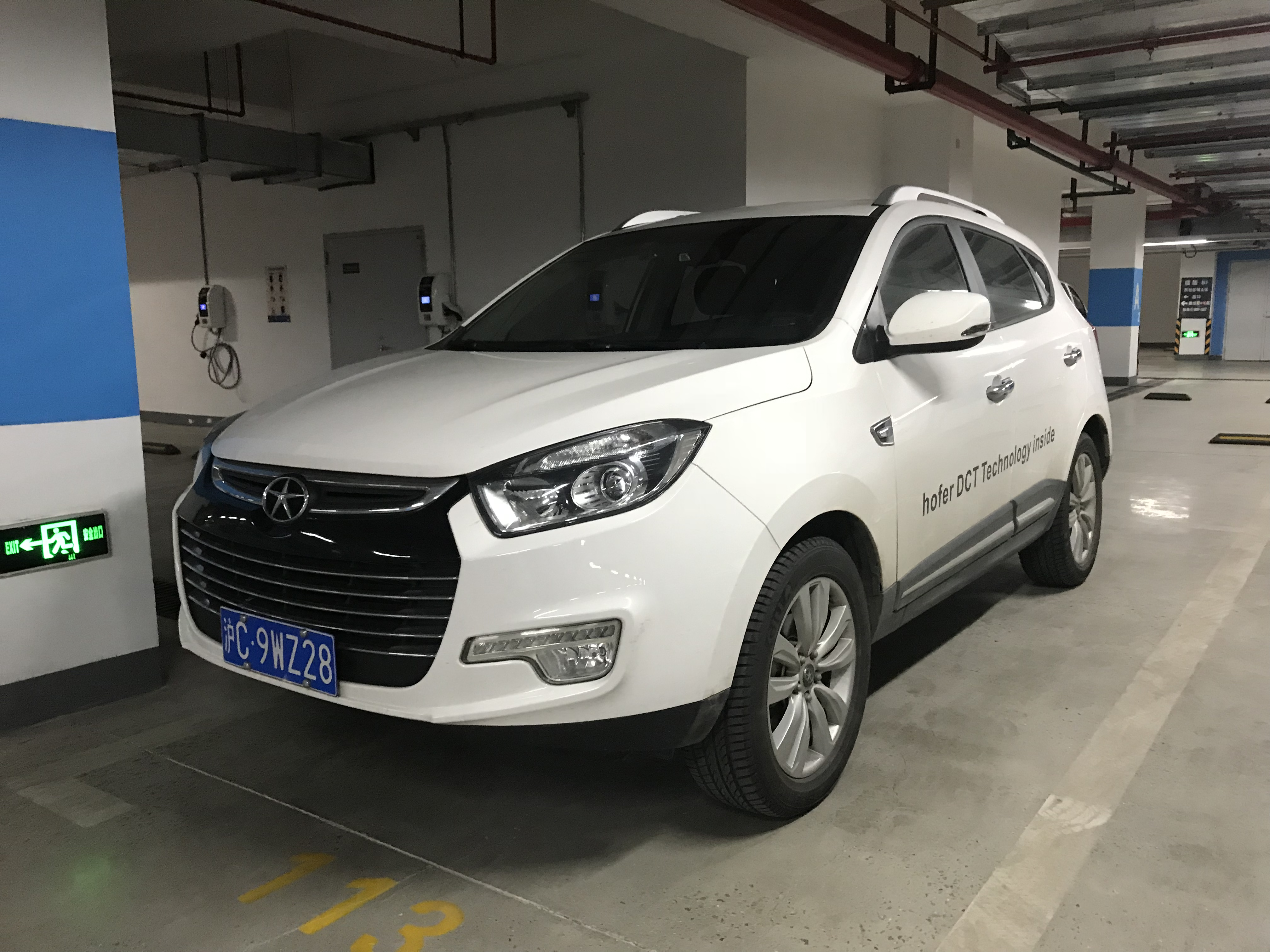
瑞风S5
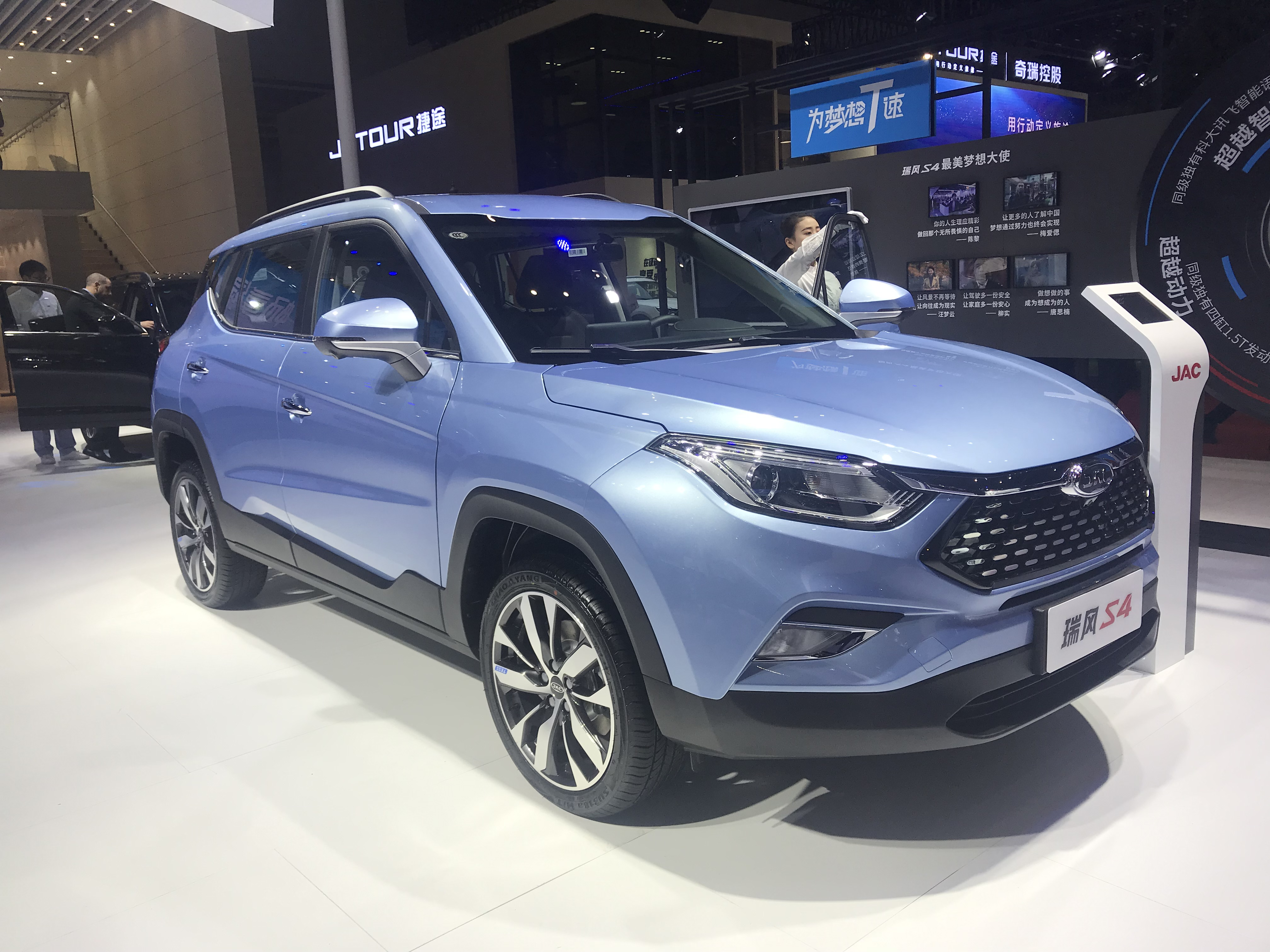
瑞风S4
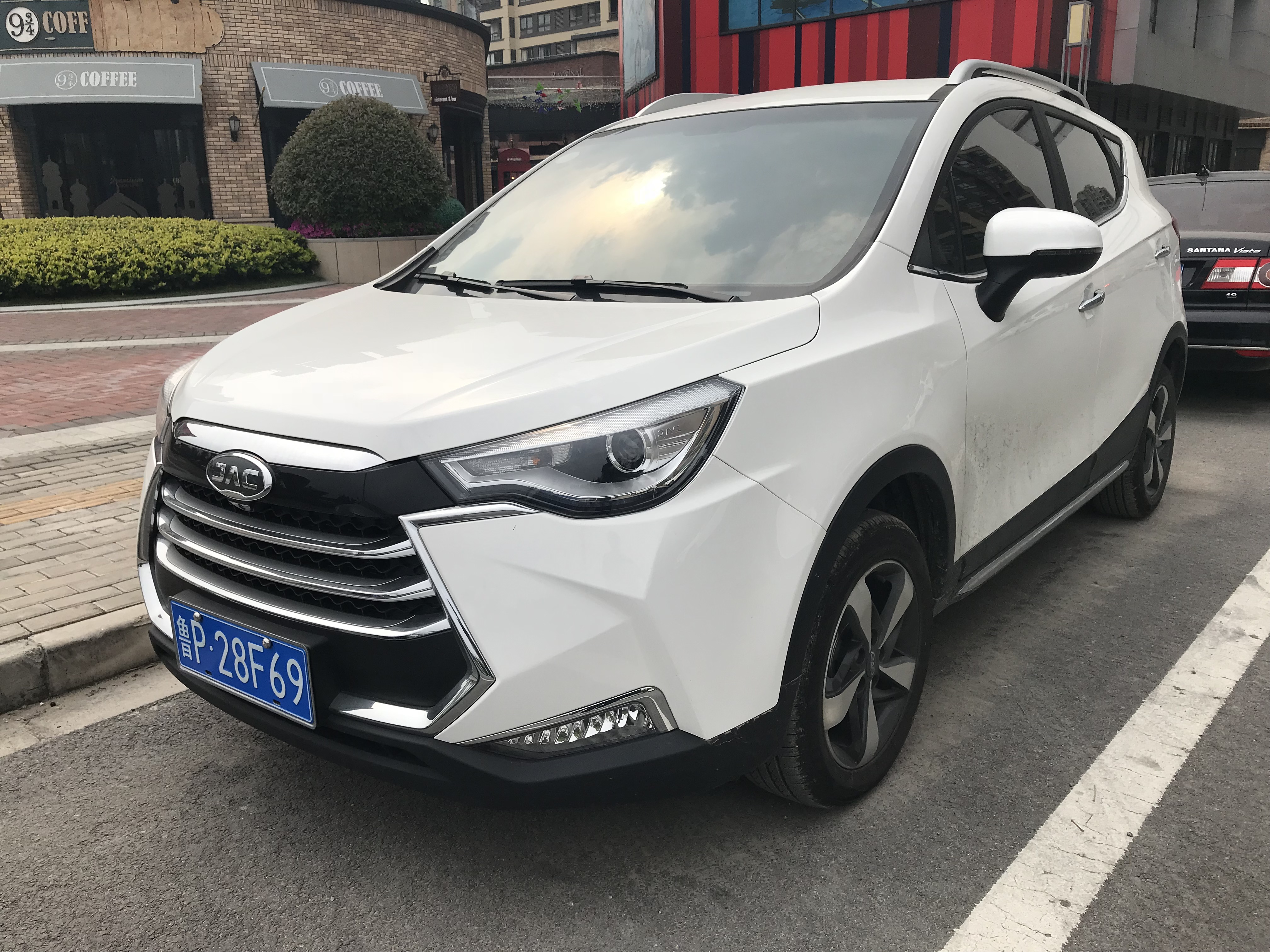
瑞风S3
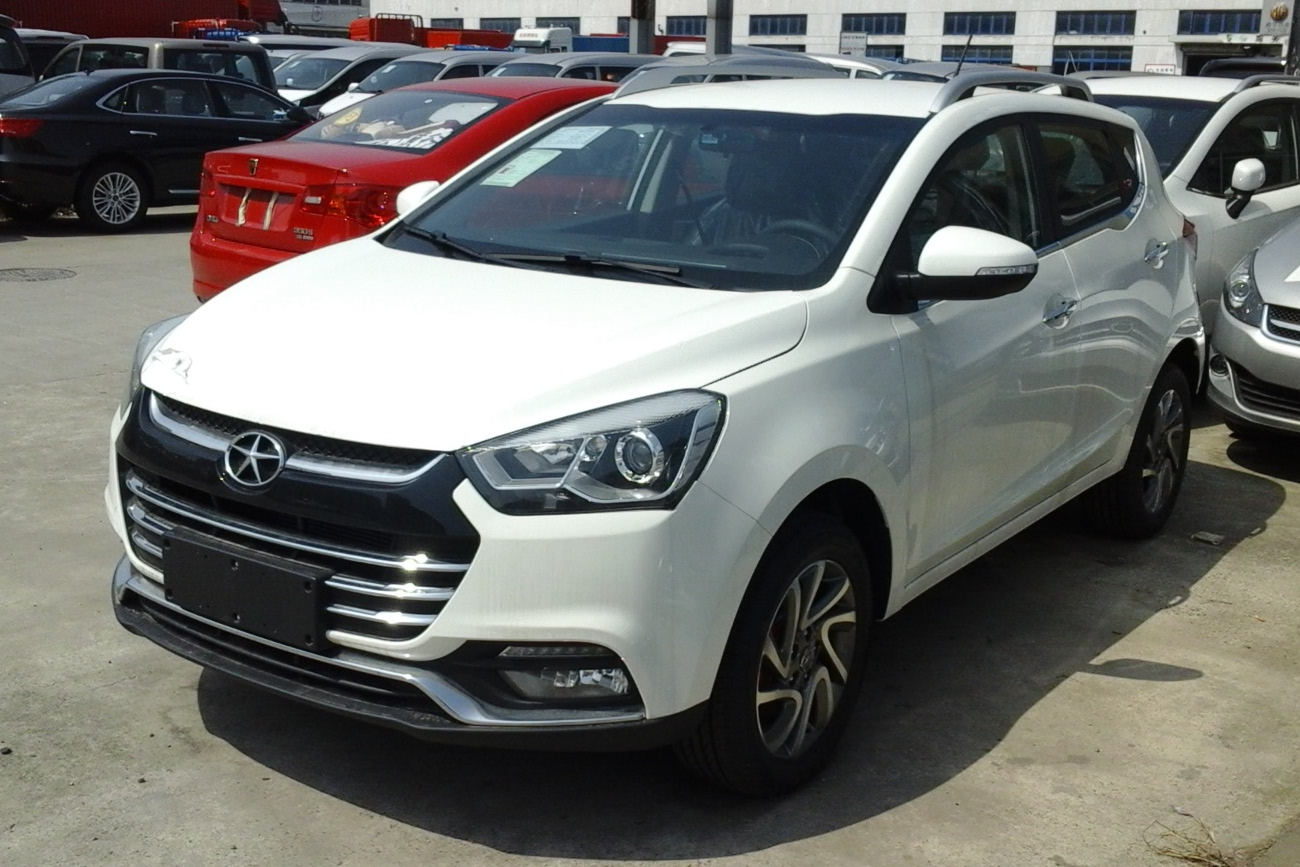
瑞风S2

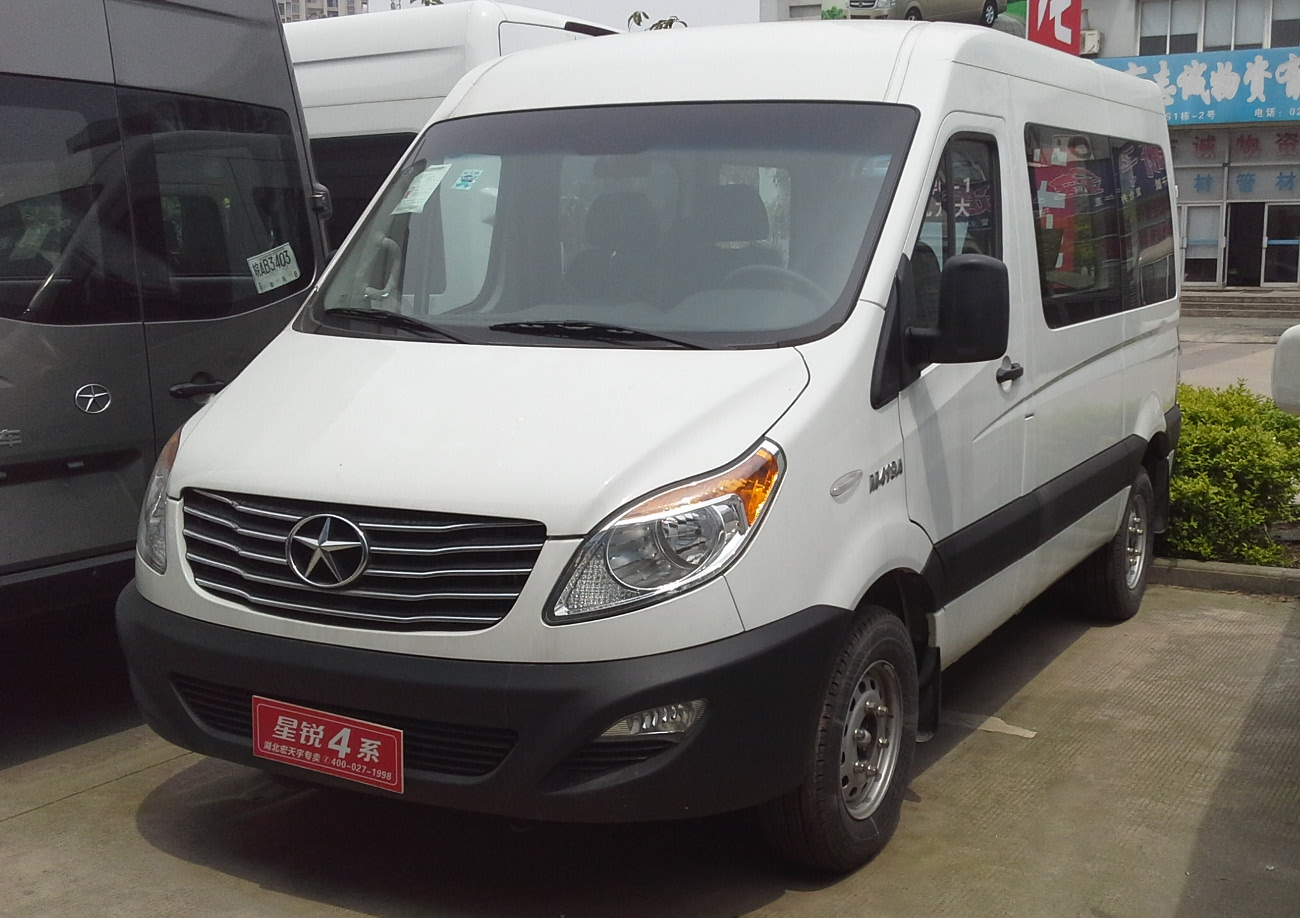
星锐SWB
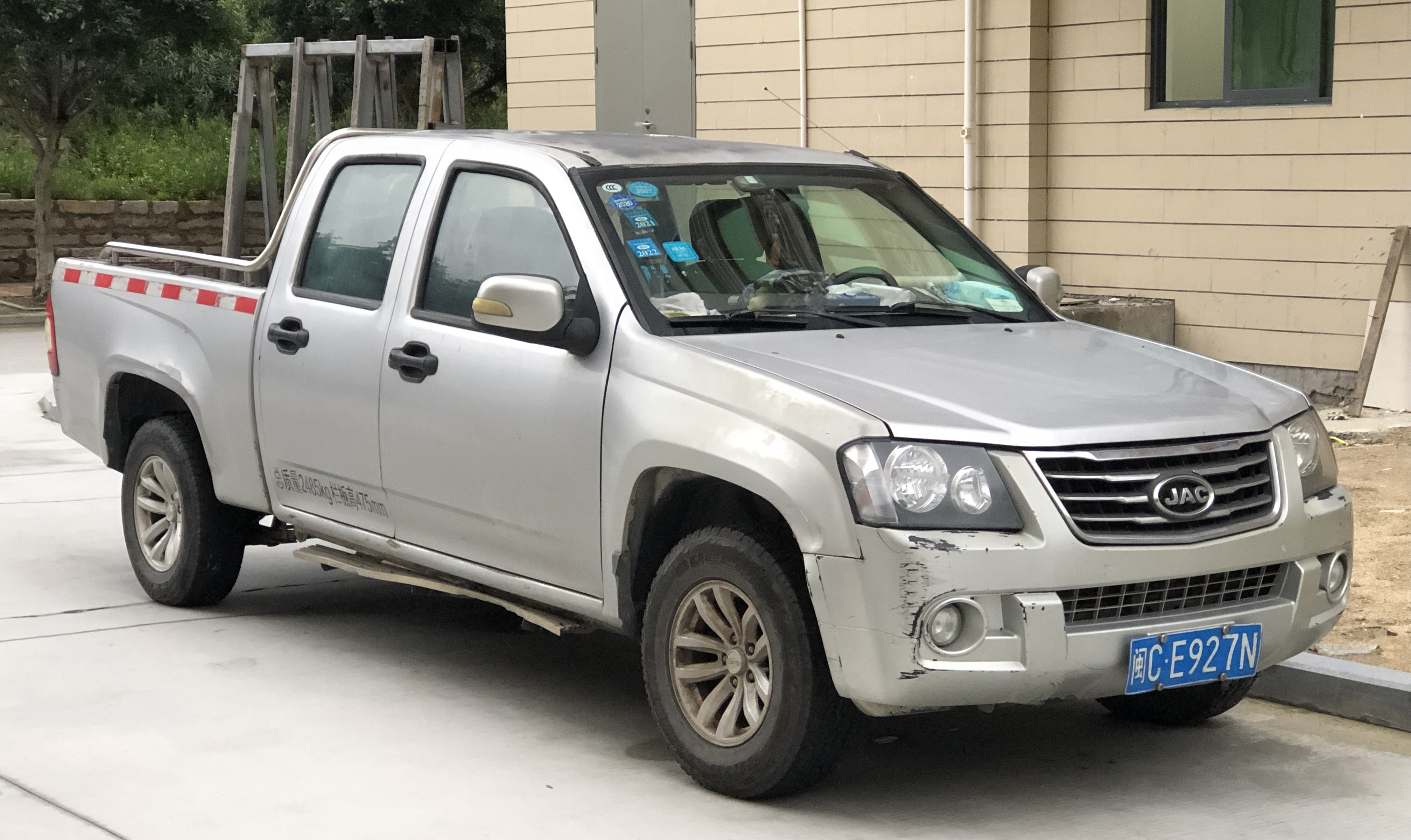
瑞铃
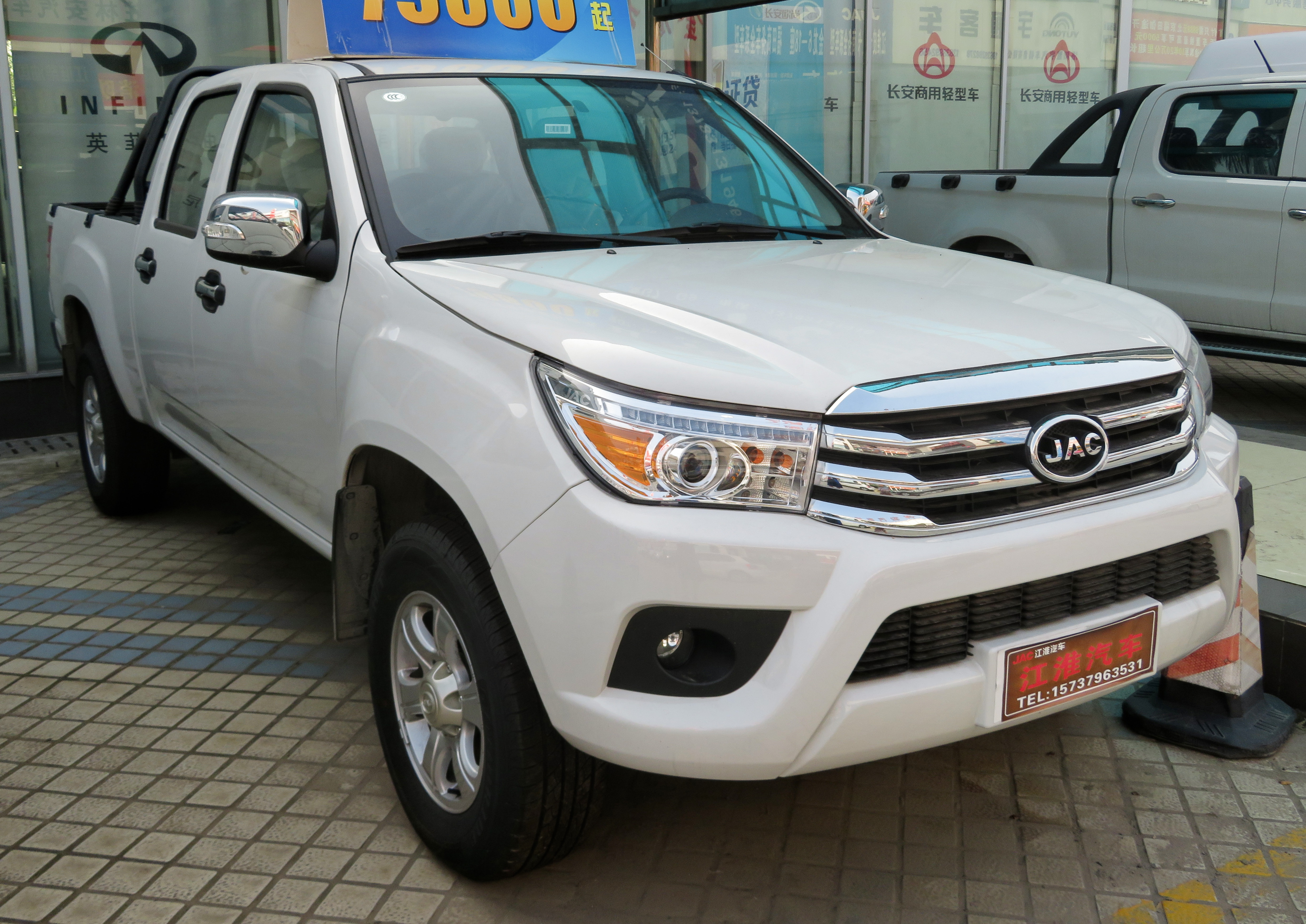
V7
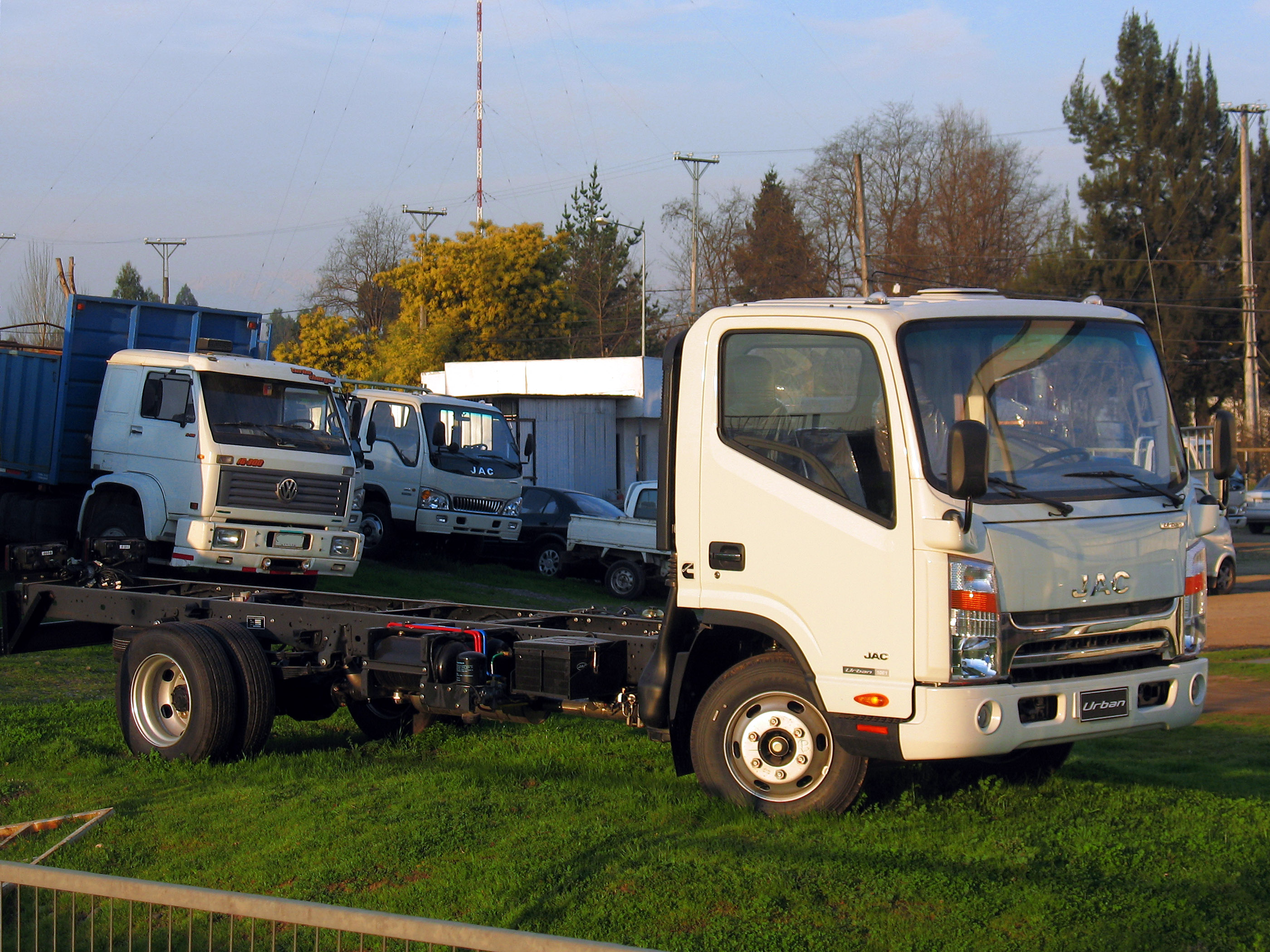
帅铃H系列
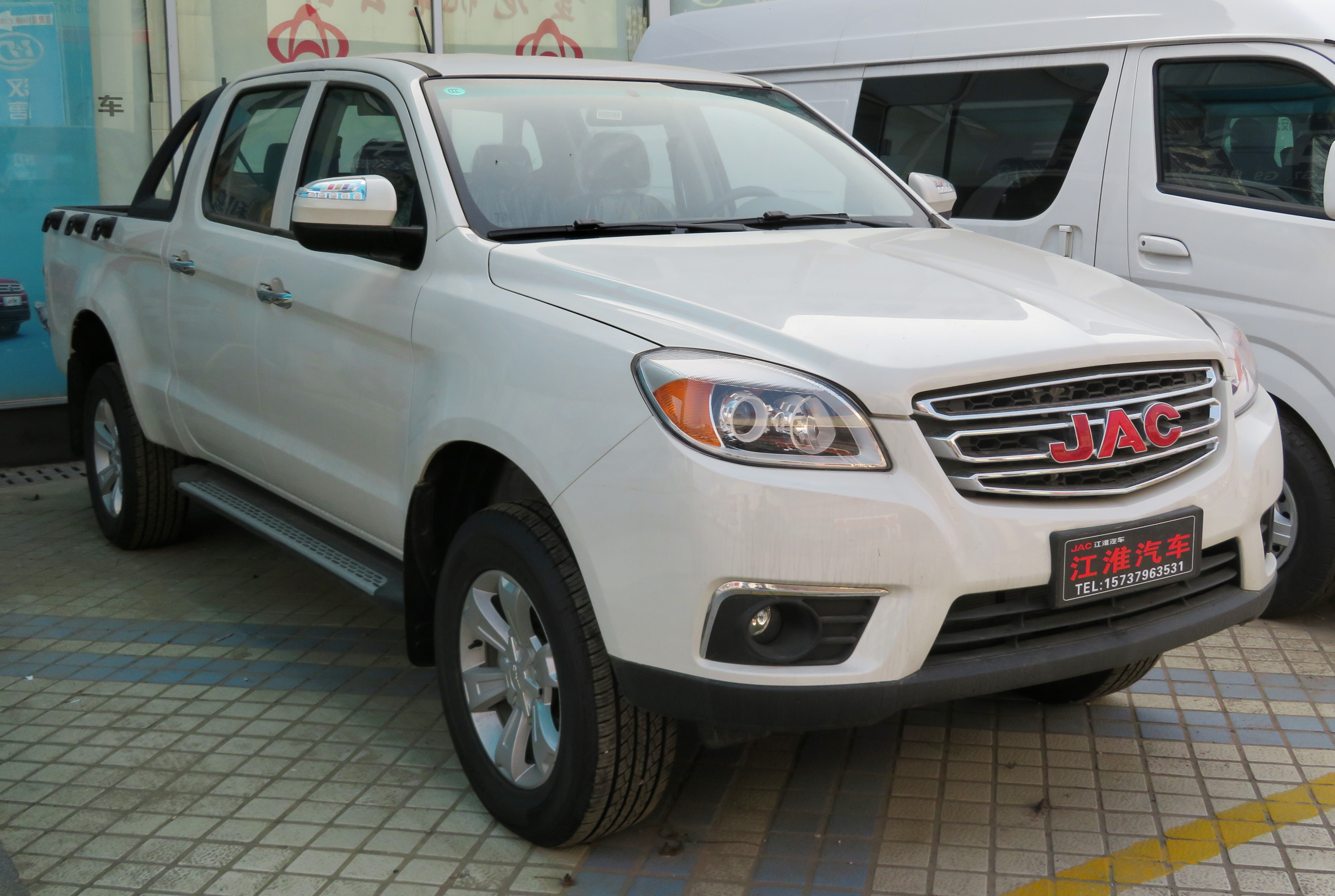
帅铃T6
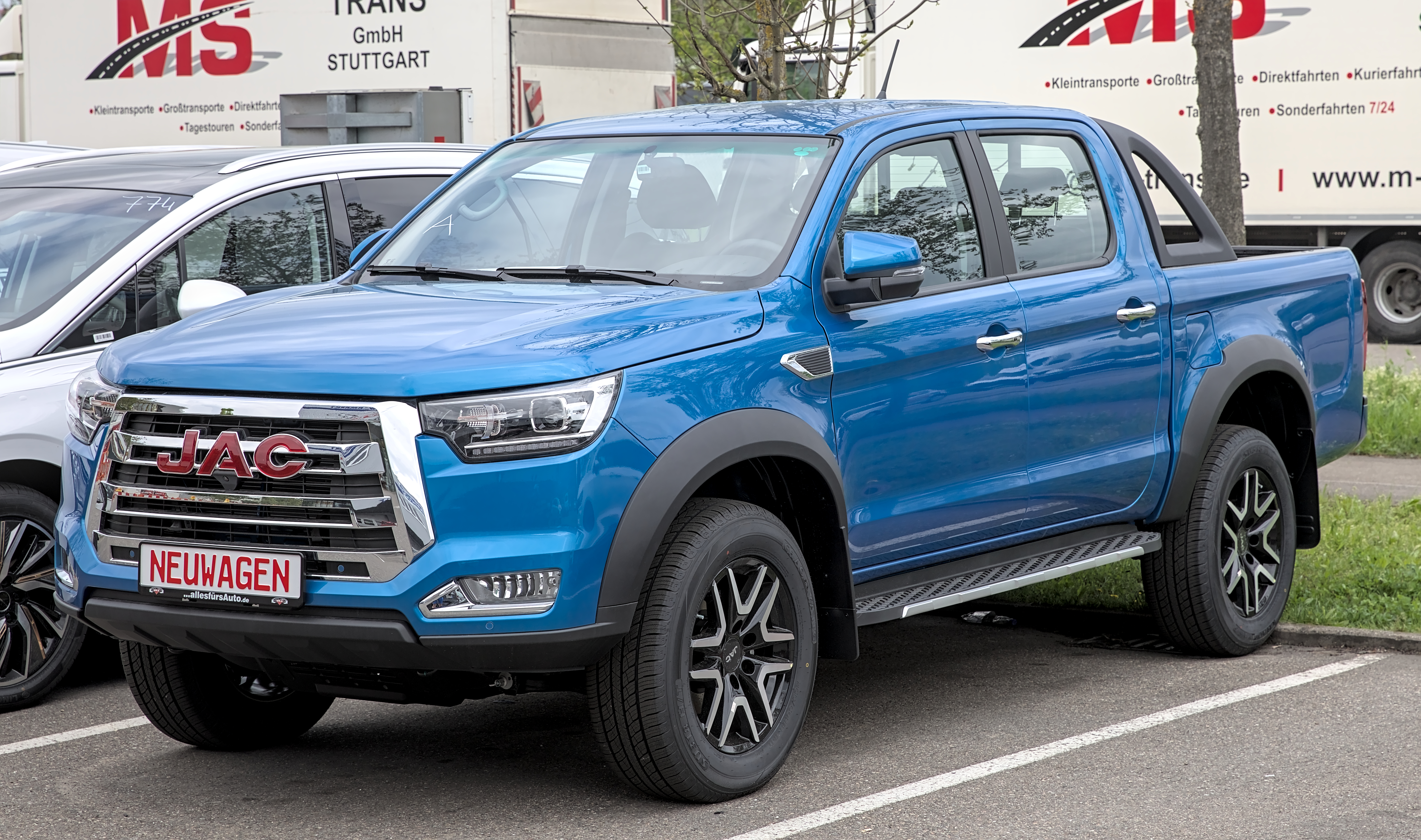
帅铃T8
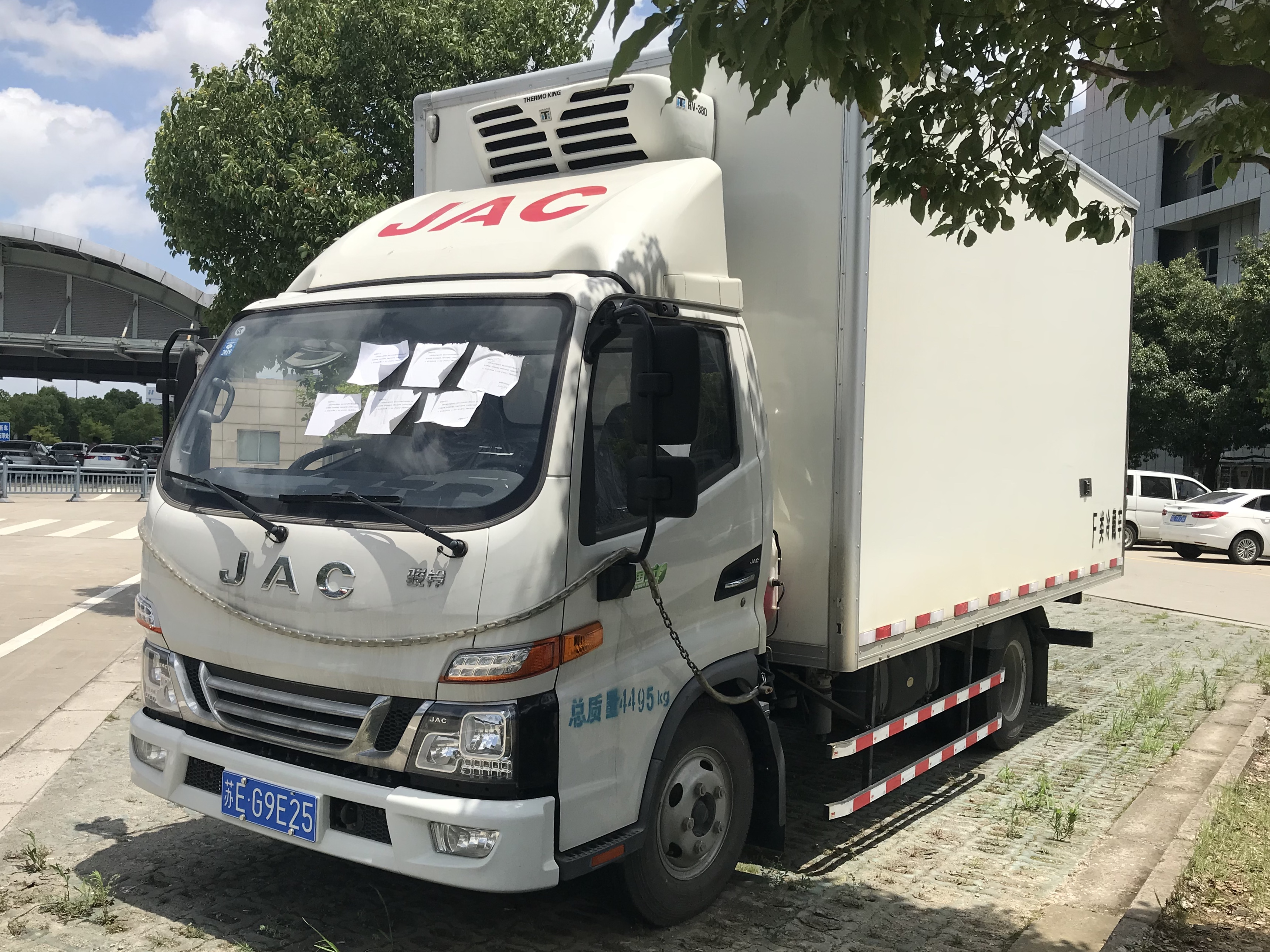
骏铃V系列
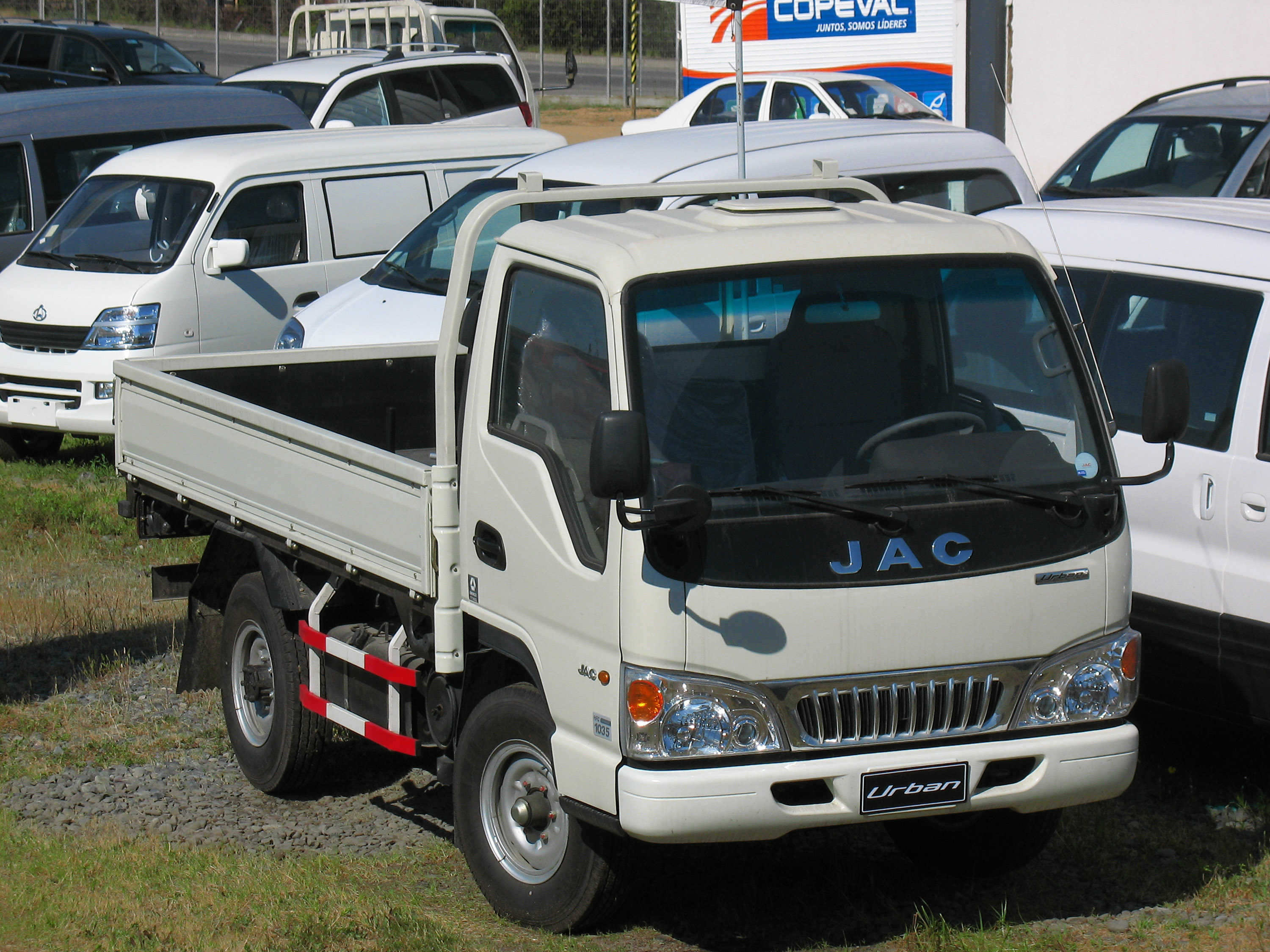
康铃H3
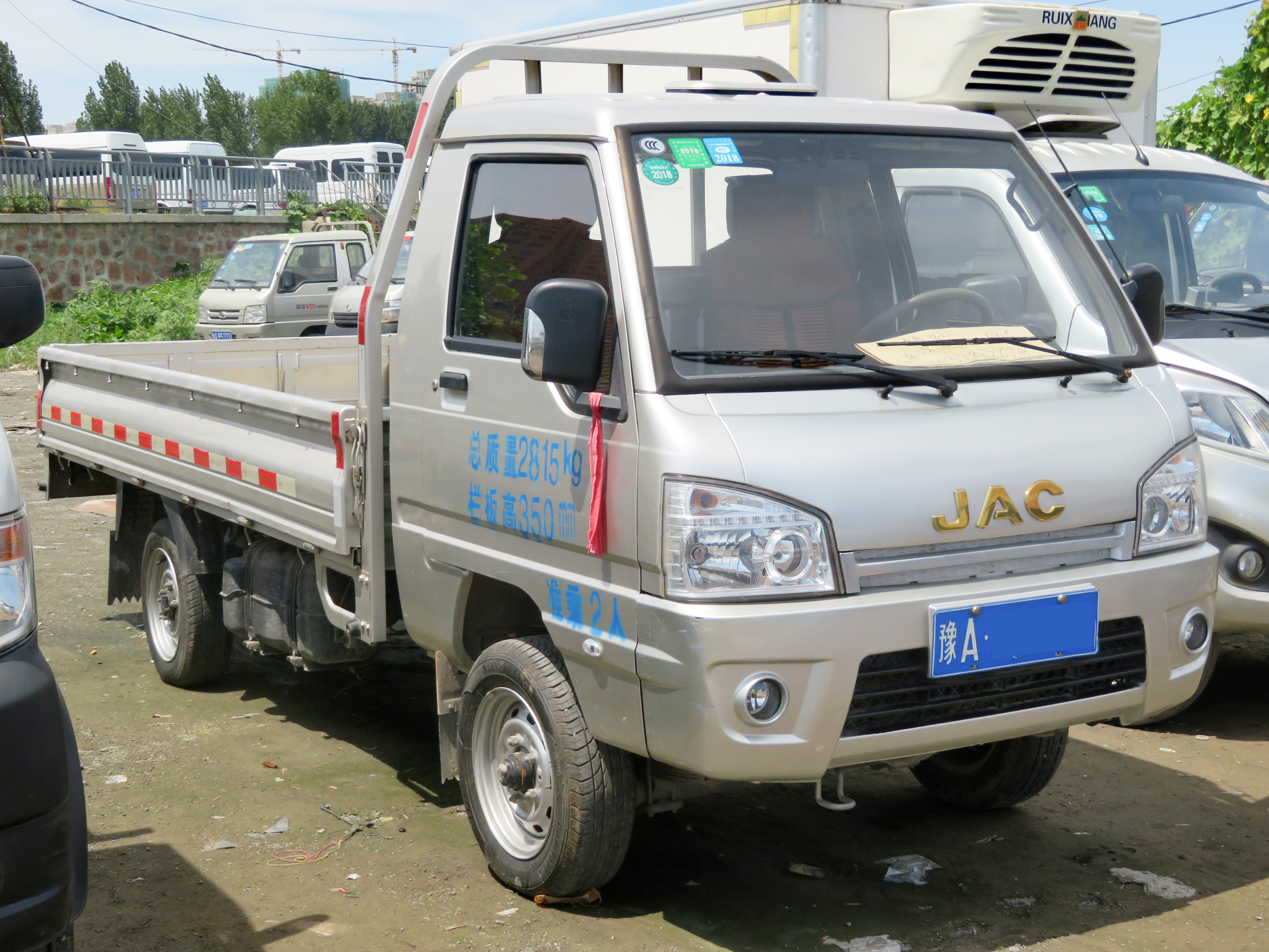
康铃X3
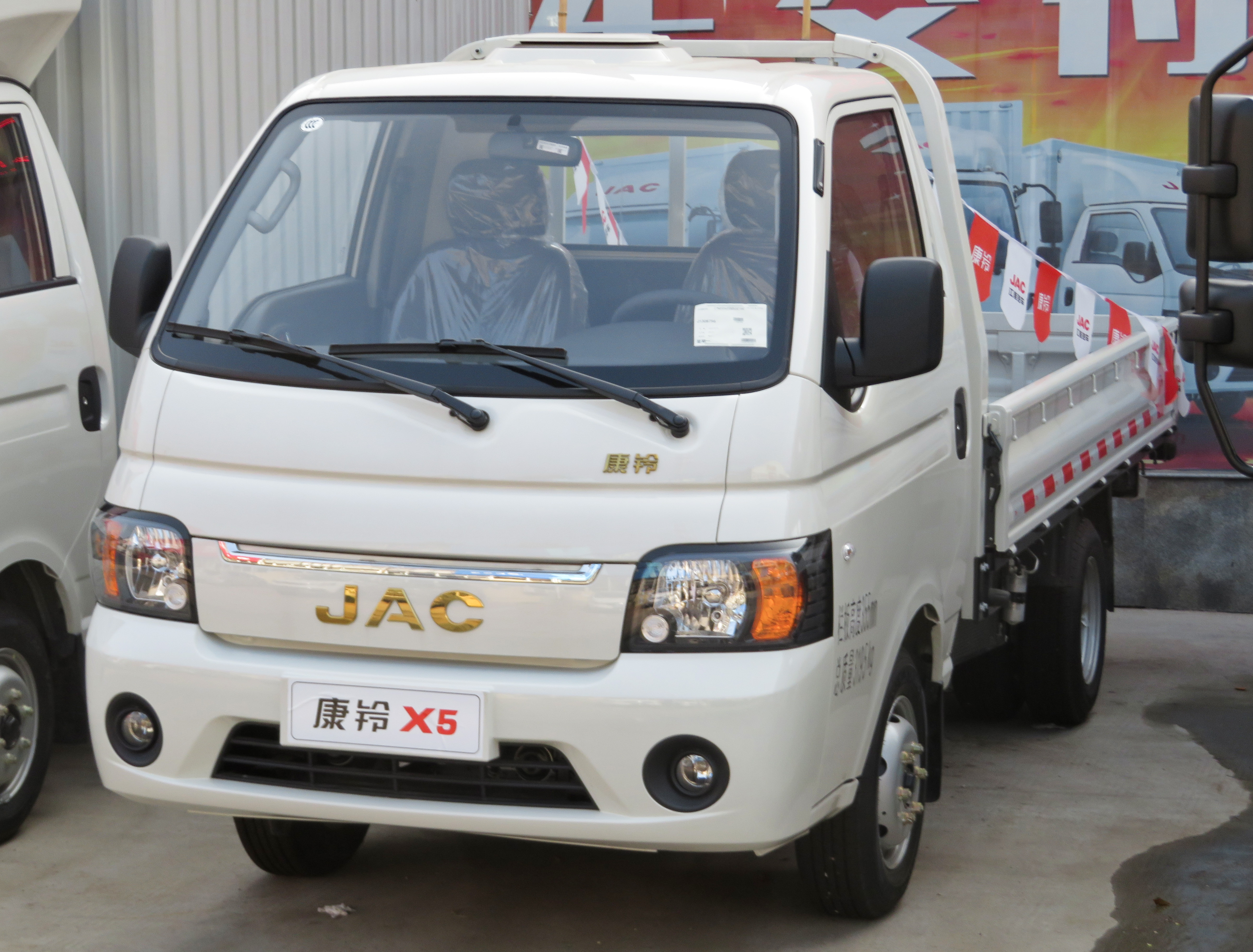
康铃X5
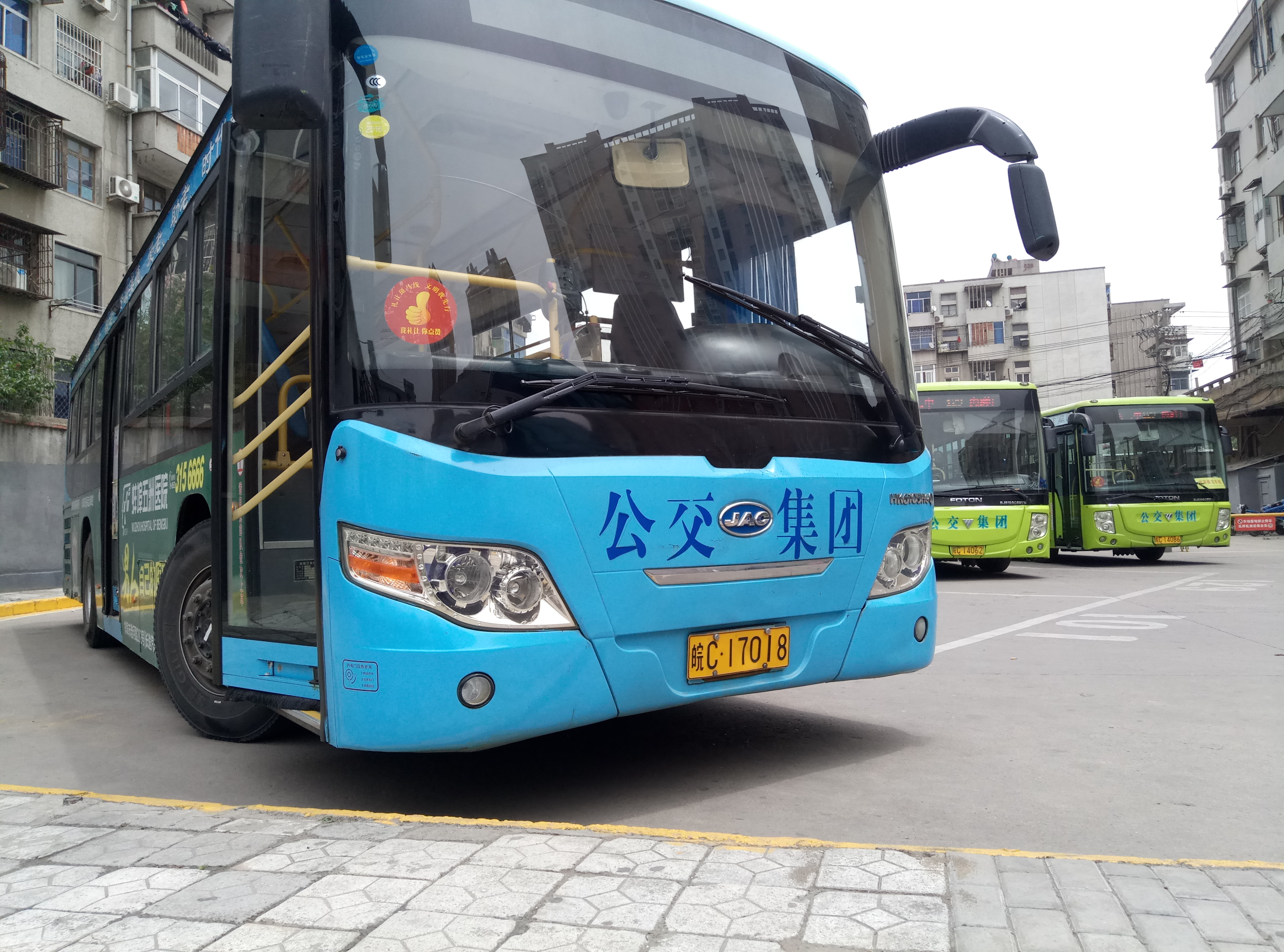
江淮客车HK6105HGQ
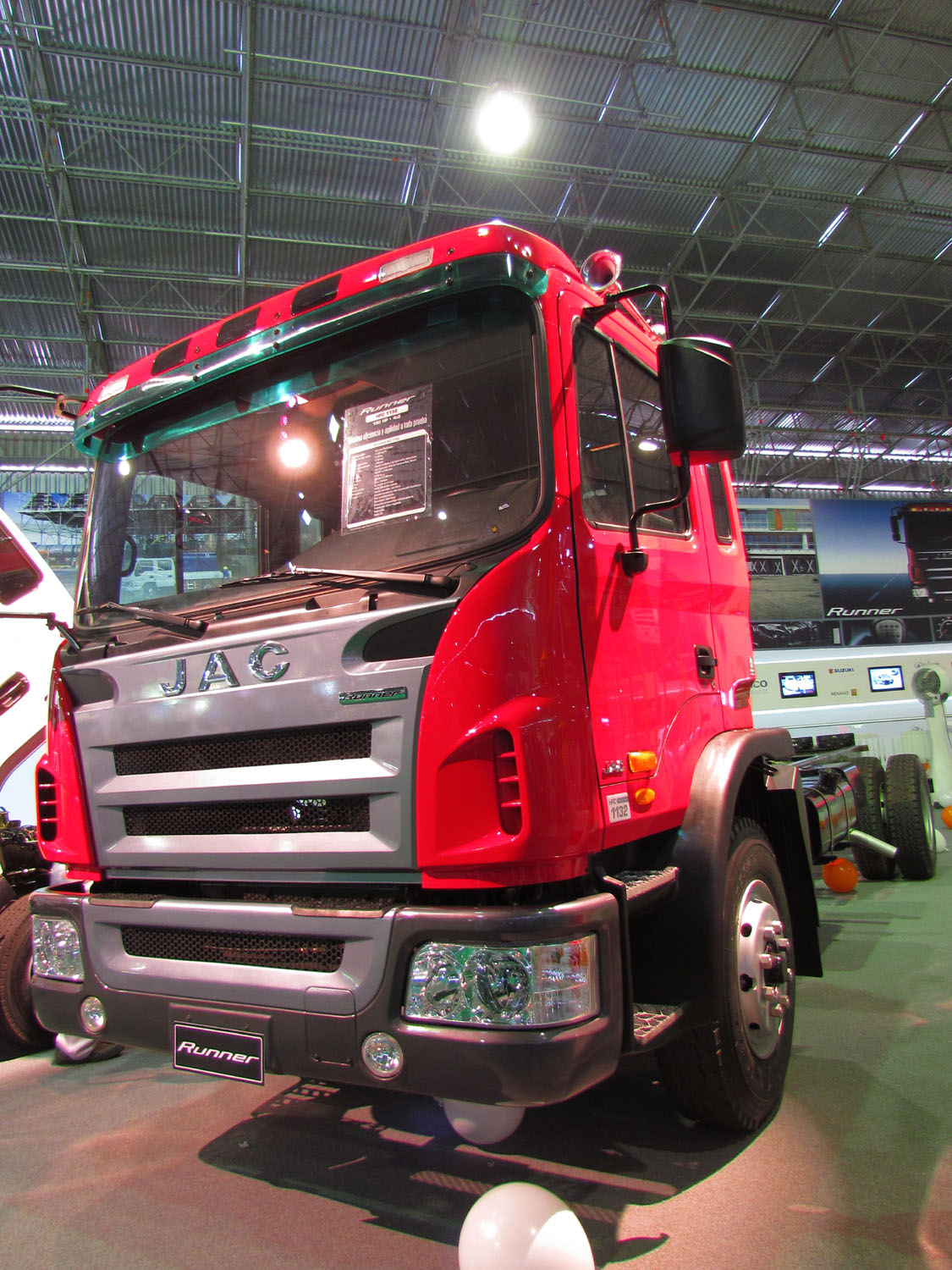
格尔发重卡
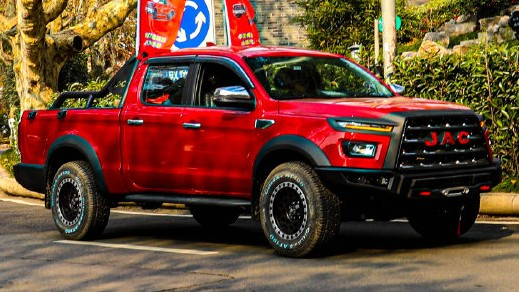
悍途

## 荣誉
江淮汽车荣获“最具市场竞争力品牌”、第十届“全国质量奖”等多项荣誉。

## 出口
江淮于1990年首次出口到玻利维亚与纳米比亚市场，现时江淮汽车已出口到南美、欧洲、非洲、亚洲等全球120多个国家，拥有上百家海外4S店，并在海外建立了14家KD工厂。其中江淮轻卡连续十三年保持中国出口品牌销量第一。

## 关系企业
- 江淮客车
- 江淮叉车
- 江淮专用车
- 江汽进出口
- 安凯汽车
- 安驰汽车

## 事件
2013年3月15日，中国中央电视台315晚会报道，江淮的同悦轿车（现和悦A13）为了节约成本，采用价格相对便宜的普通钢板代替防腐性能较好的镀锌板，造成钢板生锈，带来极大安全隐患。随后江淮汽车发布其官方声明，对“3.15”晚会所报道的江淮同悦锈蚀事件高度重视，并对同悦的用户深表歉意。国家质检总局表示，要求将部分缺陷的同悦轿车进行召回。
2014年5月16日，中国中央电视台《焦点访谈》报道，江淮汽车厂商一起作假。恶意修改发动机号，把国三标准的货车当国四标准来卖，随后江淮汽车发布其官方声明，对“焦点访谈”所报道的江淮重卡修改发动机号事件，报道所涉车辆系个别经销商通过调货方式以国三标准
的重卡替代国四车辆销售所致。且将对对重卡销售区域进行严格检查，并对经销商采取严格管理，规范其销售行为，要求所售产品符合各地环保排放的规定。
2019年7月，江淮汽车涉嫌車上診斷系統造假，被北京市生态环境局处以1.7亿元罚款，创下中華人民共和國车企环保罚单最高记录。